# 将軍澳

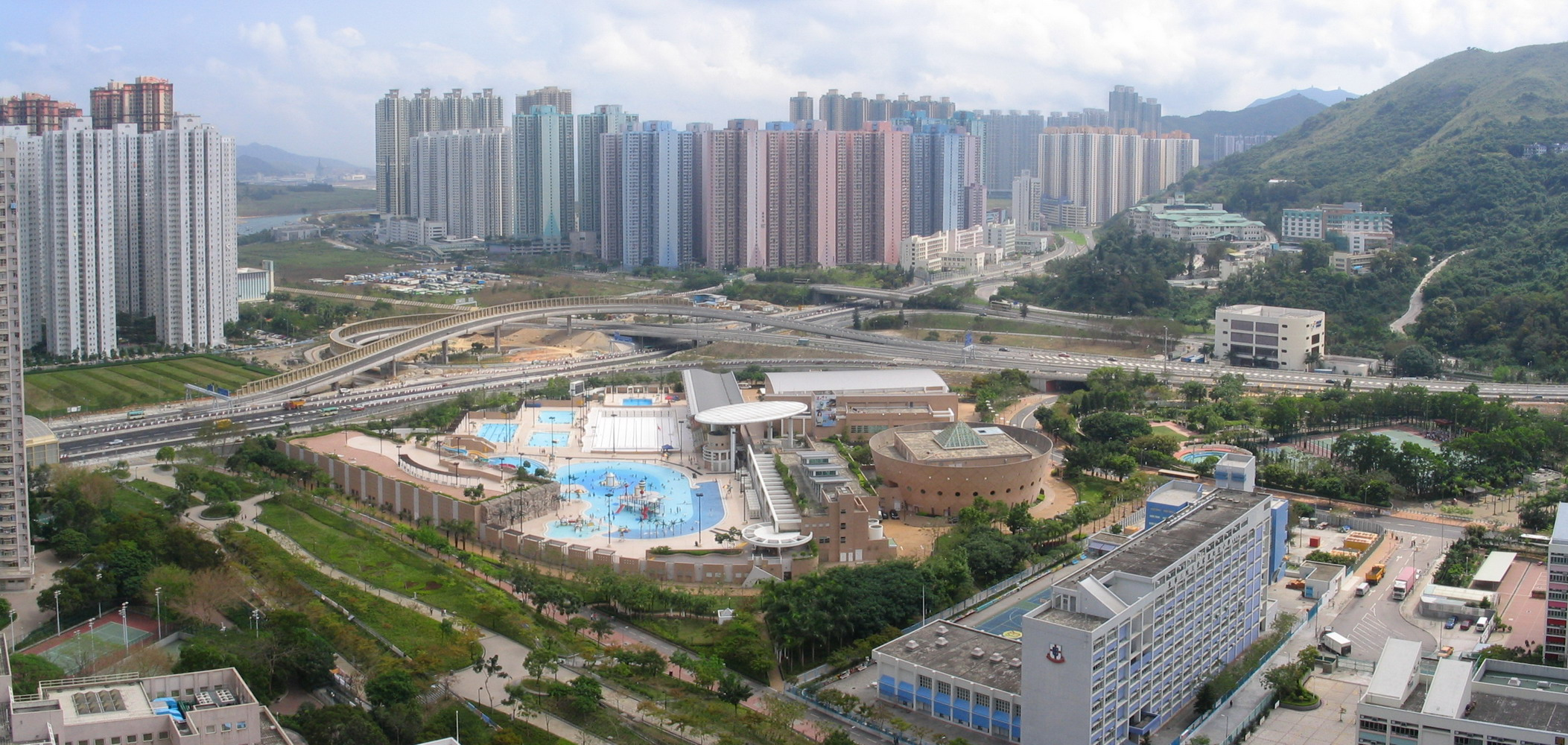
将軍澳ニュータウン

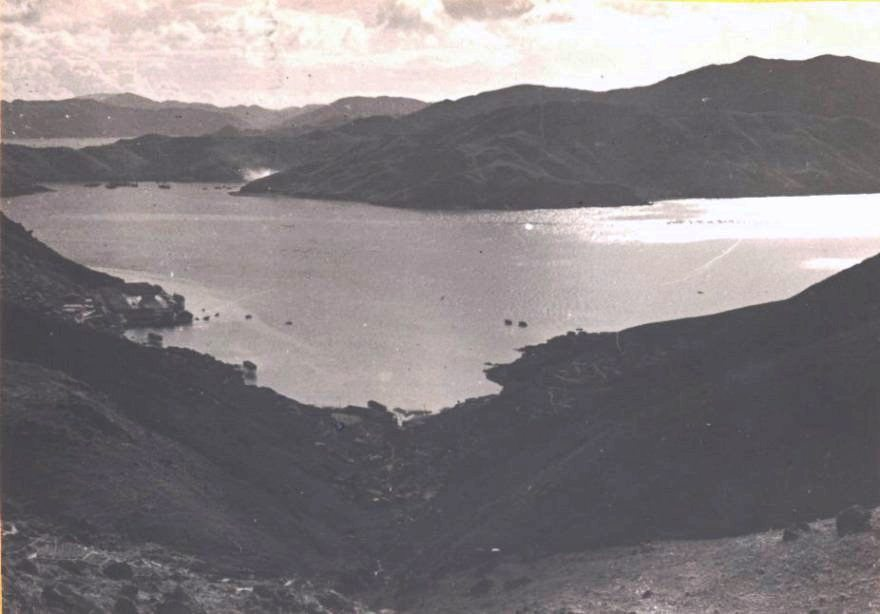
1950年の将軍澳

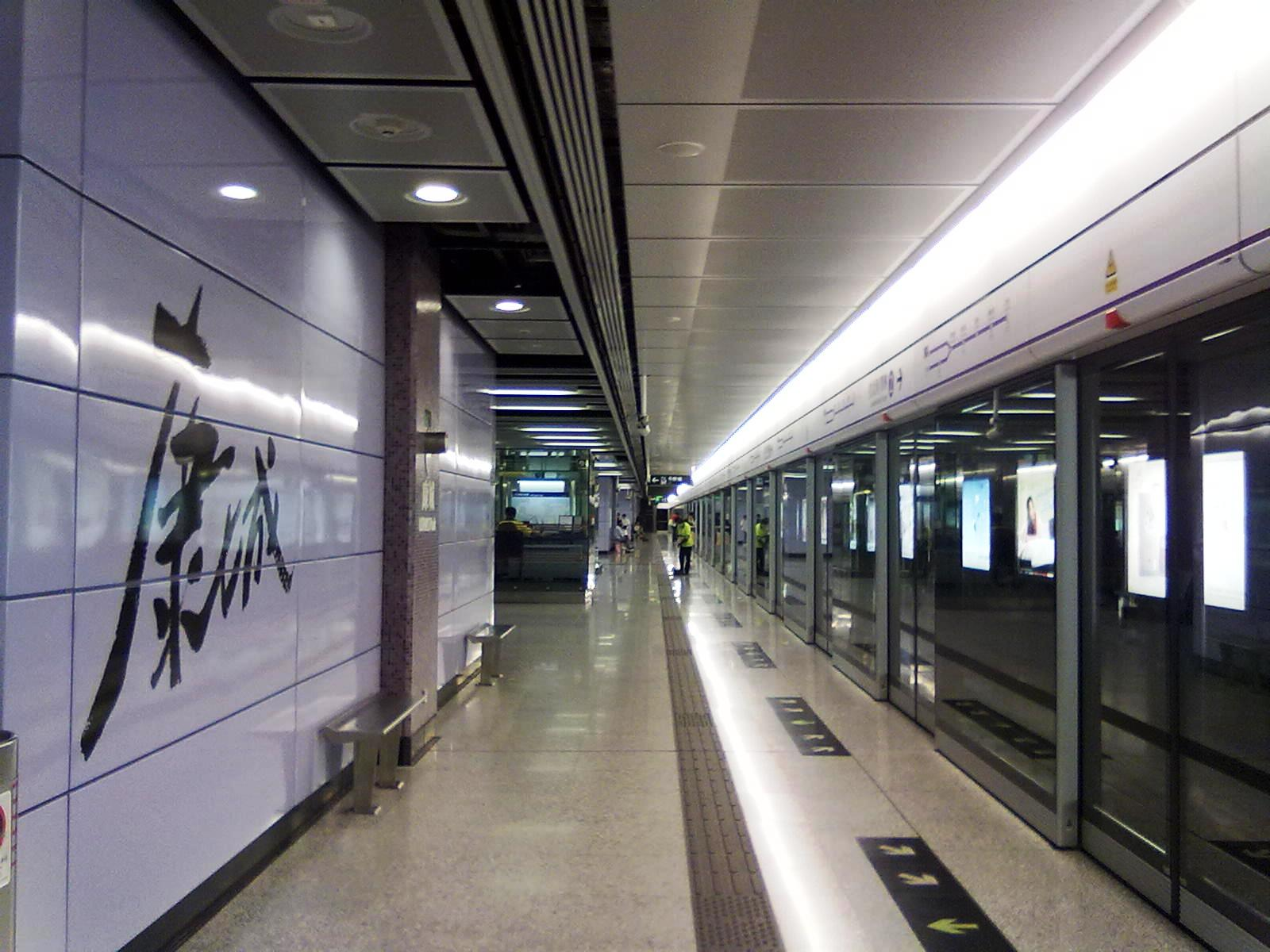
MTR康城駅

将軍澳（しょうぐんおう、繁体字：將軍澳、広東語読み：チョンクワンオウ、英語：Tseung Kwan O）は、香港の新界東部、西貢区にある湾の名前であり、その沿岸に建設された大規模ニュータウンの名前である。将軍澳ニュータウンは、将軍澳工業団地（将軍澳工業園、将軍澳工業邨）で構成される。本項目では将軍澳ニュータウンについて解説する。

## 概要

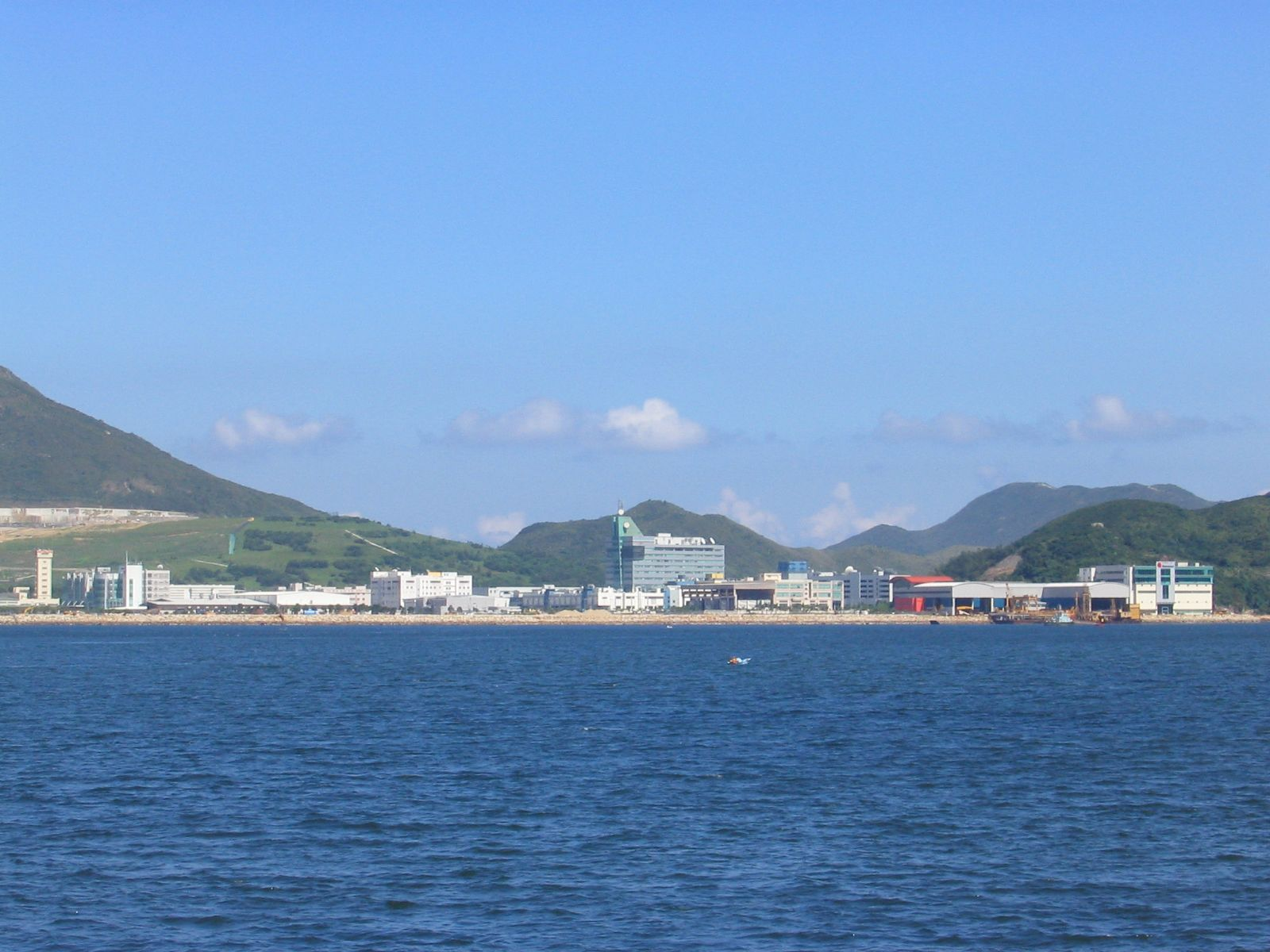
将軍澳工業園

新界の東部に位置する。
| 地区名       | 翠林、宝林、坑口、将軍澳オフィス街、調景嶺 |  |
| ------------ | ------------------------------------------ |  |
| 開発面積     | 10.05km²                                   |  |
| 計画人口     | 349,800人                                  |  |
| 土地利用構成 | 住宅                                       |  |
| 土地利用構成 | 公共施設 （道路・公園・緑地等）            |  |
| 土地利用構成 | 公益施設 （教育・センター施設等）          |  |
| 土地利用構成 | 誘致施設                                   |  |

| 地区名       | 将軍澳工業団地   |  |
| ------------ | ---------------- |  |
| 事業手法     | 工業団地造成事業 |  |
| 開発面積     | 75ha             |  |
| 導入工場数   | （推計）19～25戸 |  |
| 土地利用構成 | 工場用地         |  |
| 土地利用構成 | 団地センター     |  |
| 土地利用構成 | 公園・緑地       |  |
| 土地利用構成 | ユーティリティ   |  |
| 土地利用構成 | 道路             |  |

## 各地区の特色

### 翠林
将軍澳で最初に入居が開始された街区である。

### 宝林

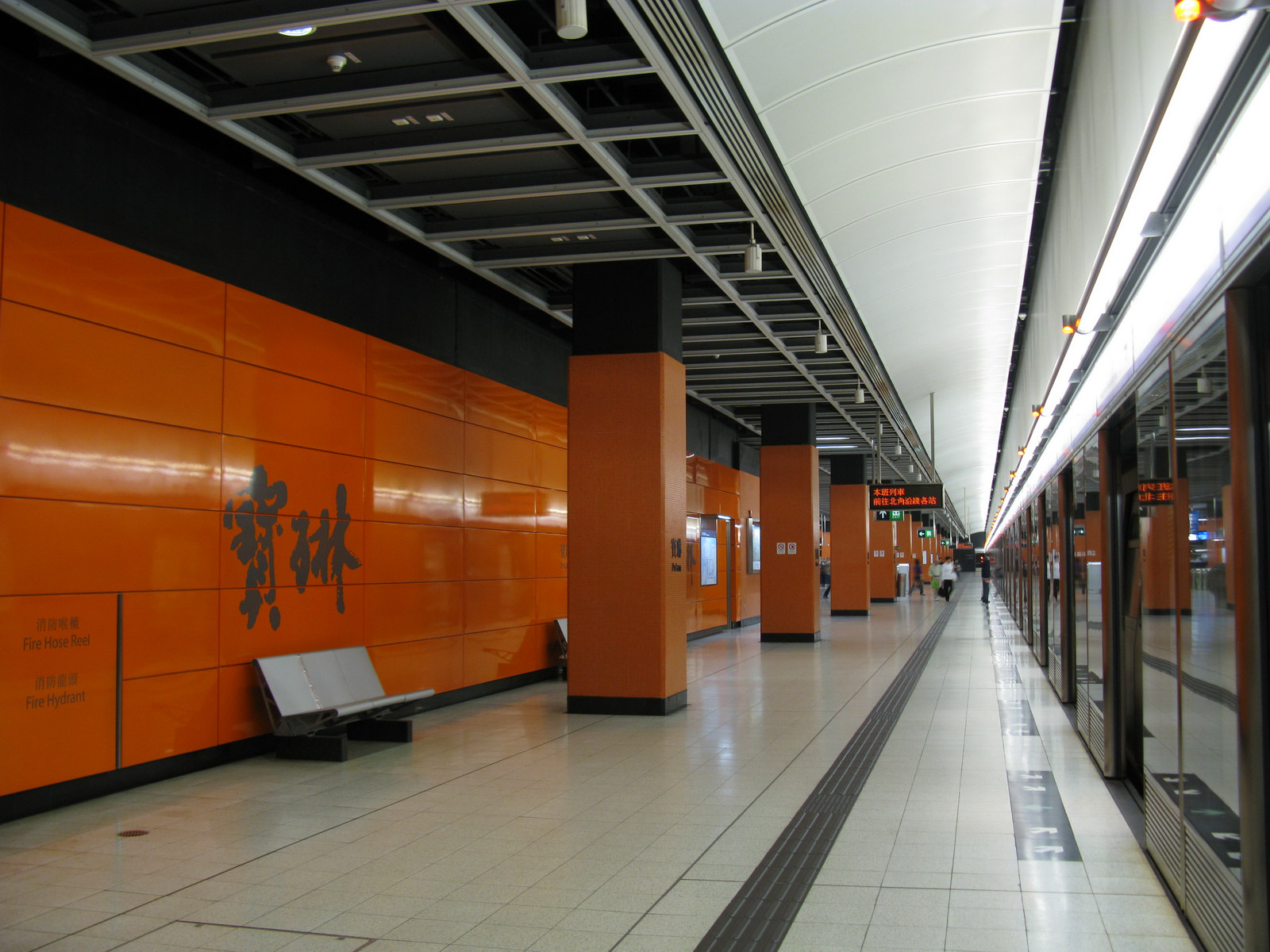
宝琳駅

将軍澳で2番目に入居が開始された街区である。

### 坑口

坑口

将軍澳で3番目に入居が開始された街区である。

### 将軍澳オフィス街

将軍澳オフィス街

主にマンション等の集合住宅で構成されている街区である。

### 調景嶺

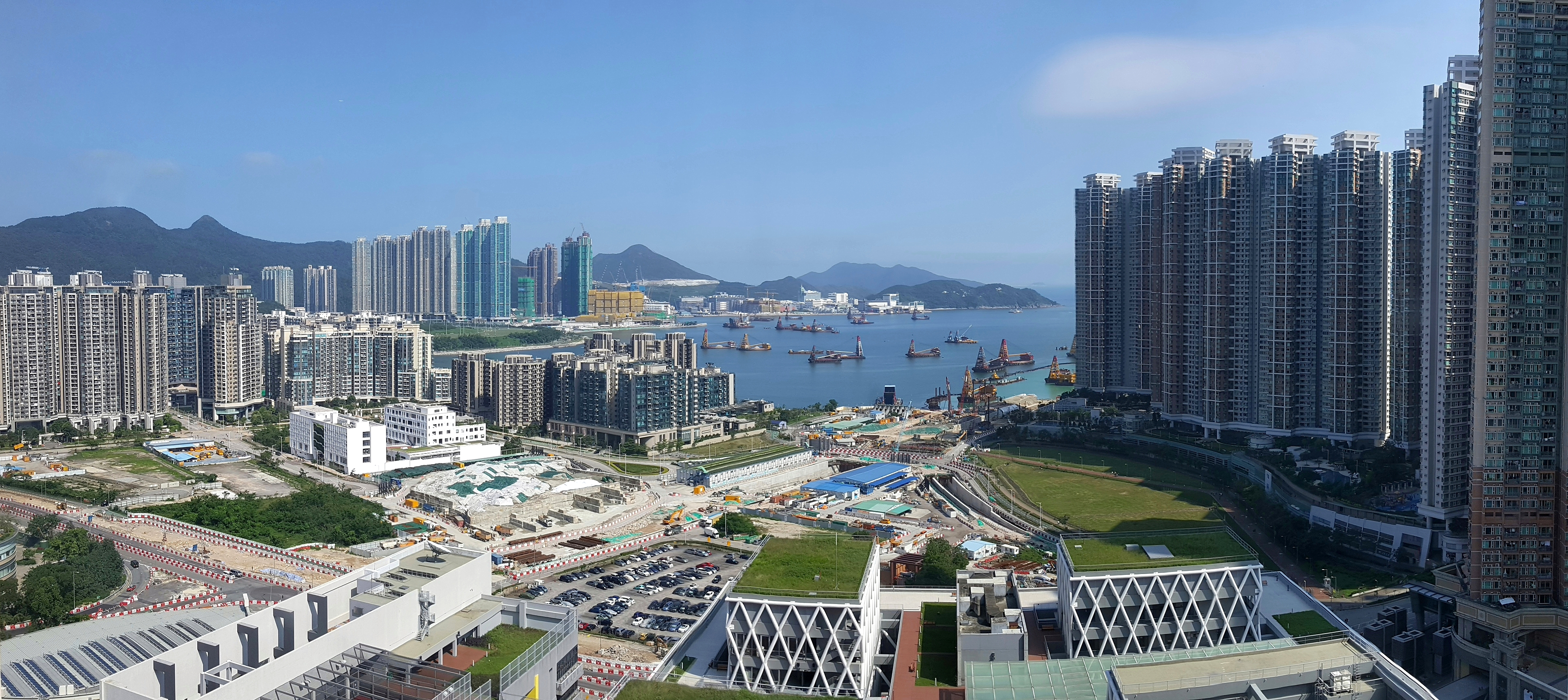
調景嶺

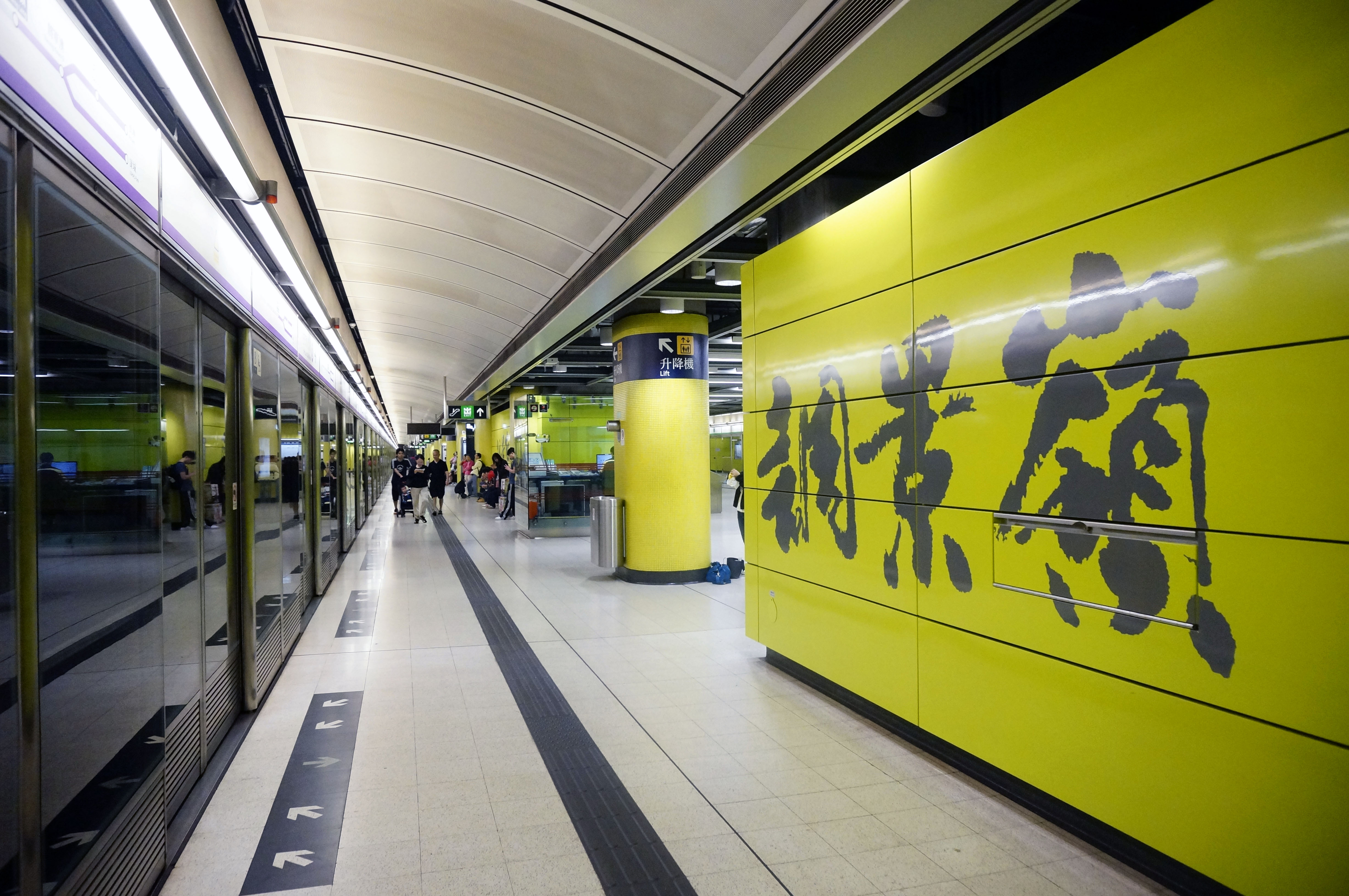
調景嶺駅

将軍澳で5番目に入居が開始された最も新しい街区である。

### 将軍澳工業団地
主な立地企業は以下の通り。
- 無綫電視
- 壱伝媒
- 壱伝媒附属百楽門印刷公司
- 香港エアクラフト・エンジニアリング
- 香港航空発動機維修服務有限公司
- 香港氧気
- 美亜娯楽
- 亜洲網通
- 日立エレベーター中心
- 艾利丹尼森
- 精電有限公司
- 出版之友印務集団
- 香港貿易発展局
- 滙豐銀行數據中心
- 港交所将軍澳データ中心及情報技術大楼（建設中）

## 交通

### 鉄道
港鉄(MTR)将軍澳線と観塘線を利用する。

### バス
- 城巴
- 過海隧道バス：
- 九巴：

### タクシー
- - 市区タクシー站
  - 新界区タクシー站

### 道路
- 宝琳北路(康盛花園-翠林邨-宝林-坑口)

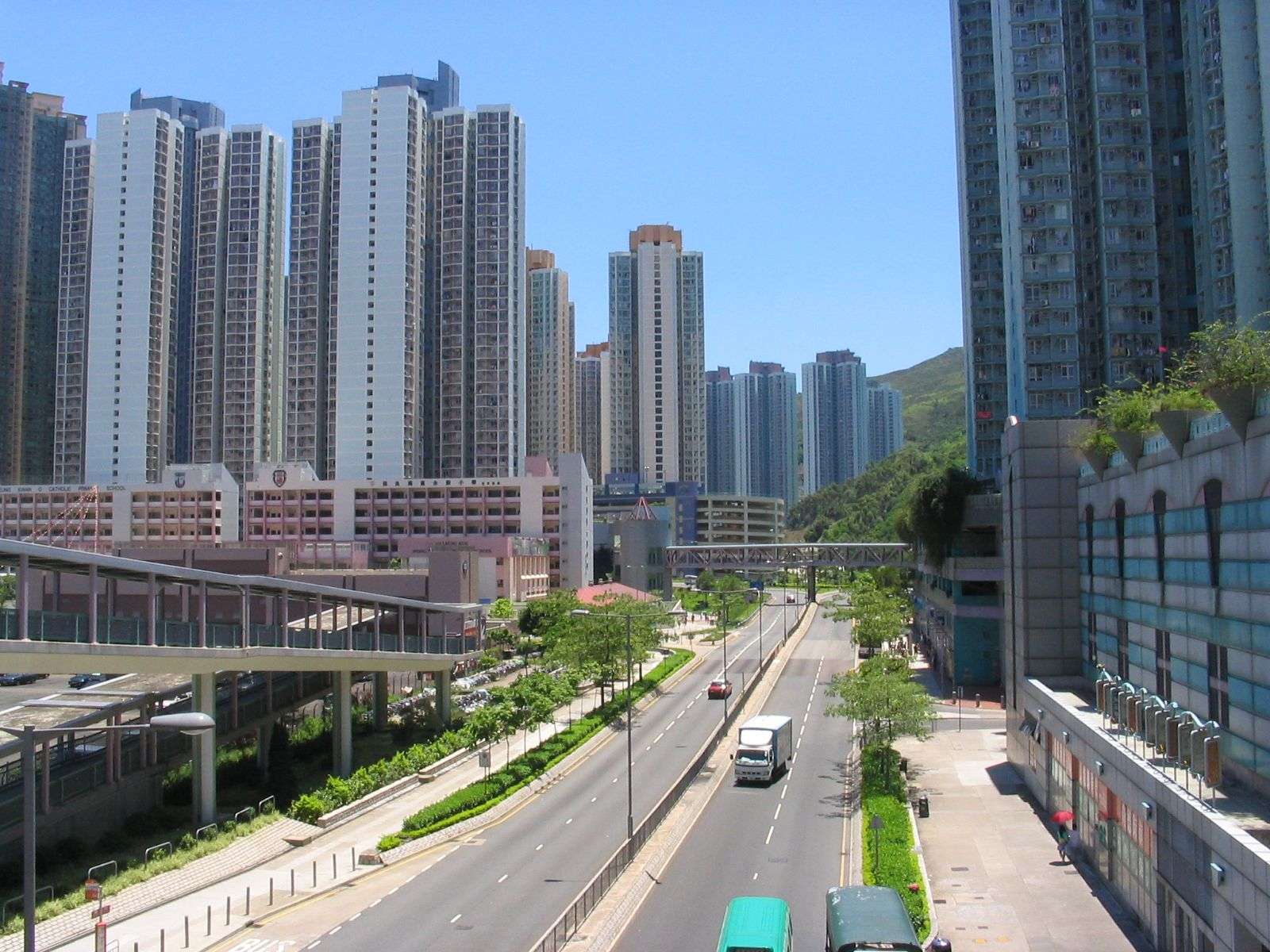
将軍澳の道路

- 宝康路(調景嶺-宝林、宝林-将軍澳トンネル)
- 宝邑路(将軍澳オフィス街-調景嶺)
- 宝順路(坑口-将軍澳南-調景嶺-将軍澳トンネル)
- 環保大道(-日出康城-将軍澳工業園)
- 将軍澳トンネル公路(将軍澳トンネルの将軍澳端の唯一道路)
- 将軍澳トンネル(-観塘区の将軍澳道)
- 宝琳路(-観塘区の秀茂坪道)
- 坑口道/影業路(-西貢区の清水湾道)

## 建設物

### 官公庁
- 将軍澳警察署
- 宝林消防署
- 大赤沙消防署
- 宝林救護站
- 大赤沙救護站

### 公園、レジャー施設

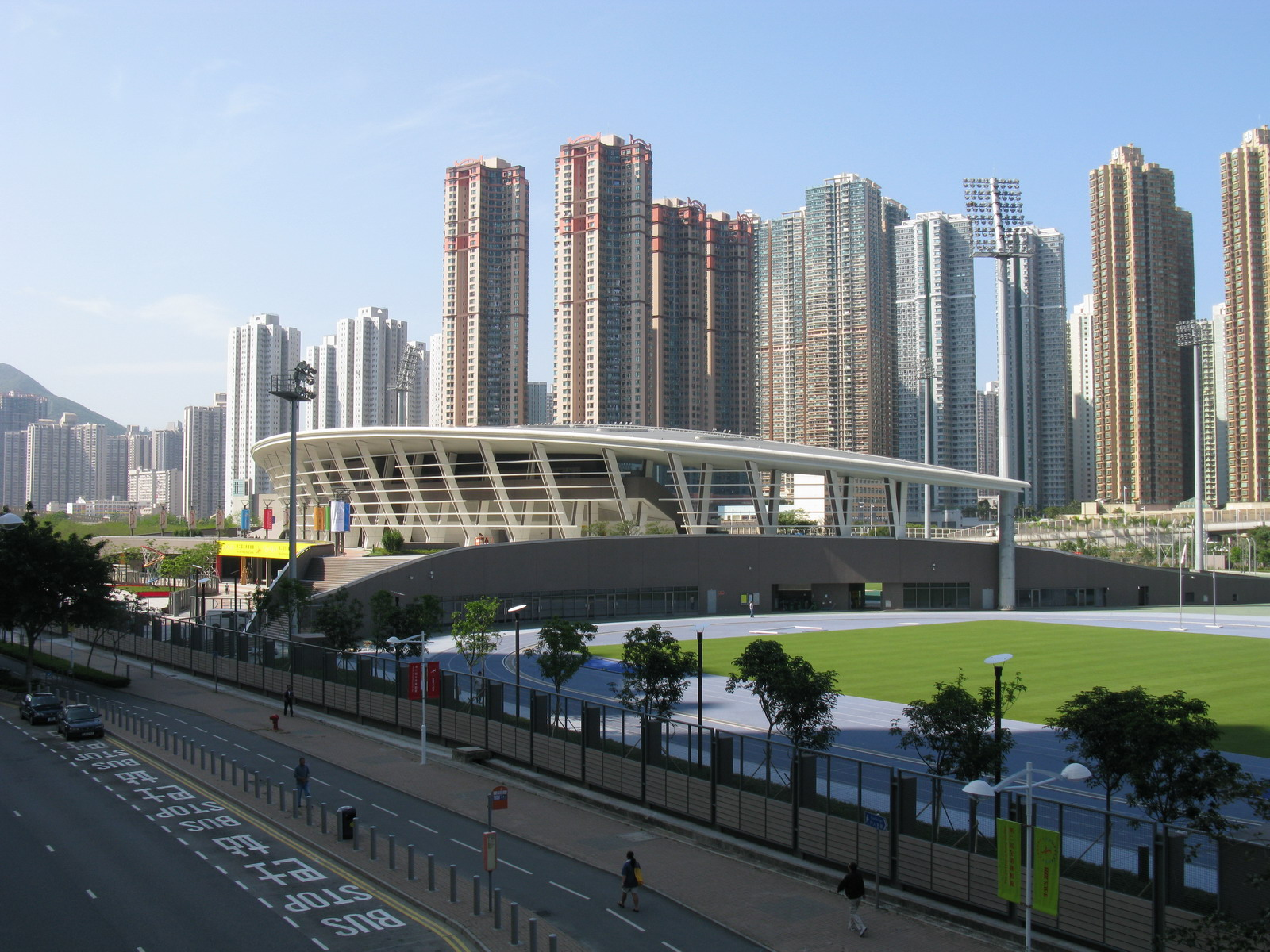
将軍澳運動場
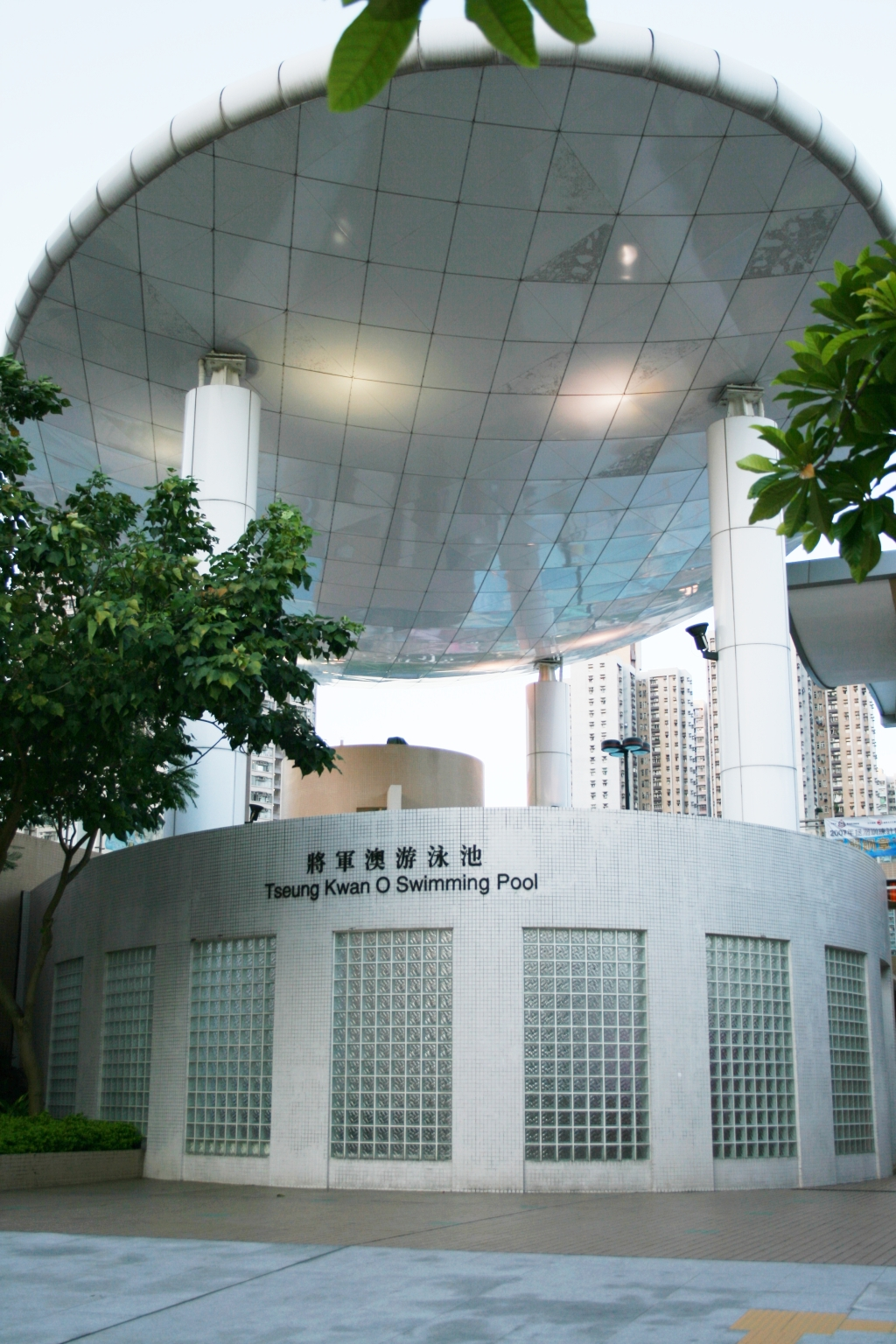
将軍澳体育館
- 将軍澳遊泳池
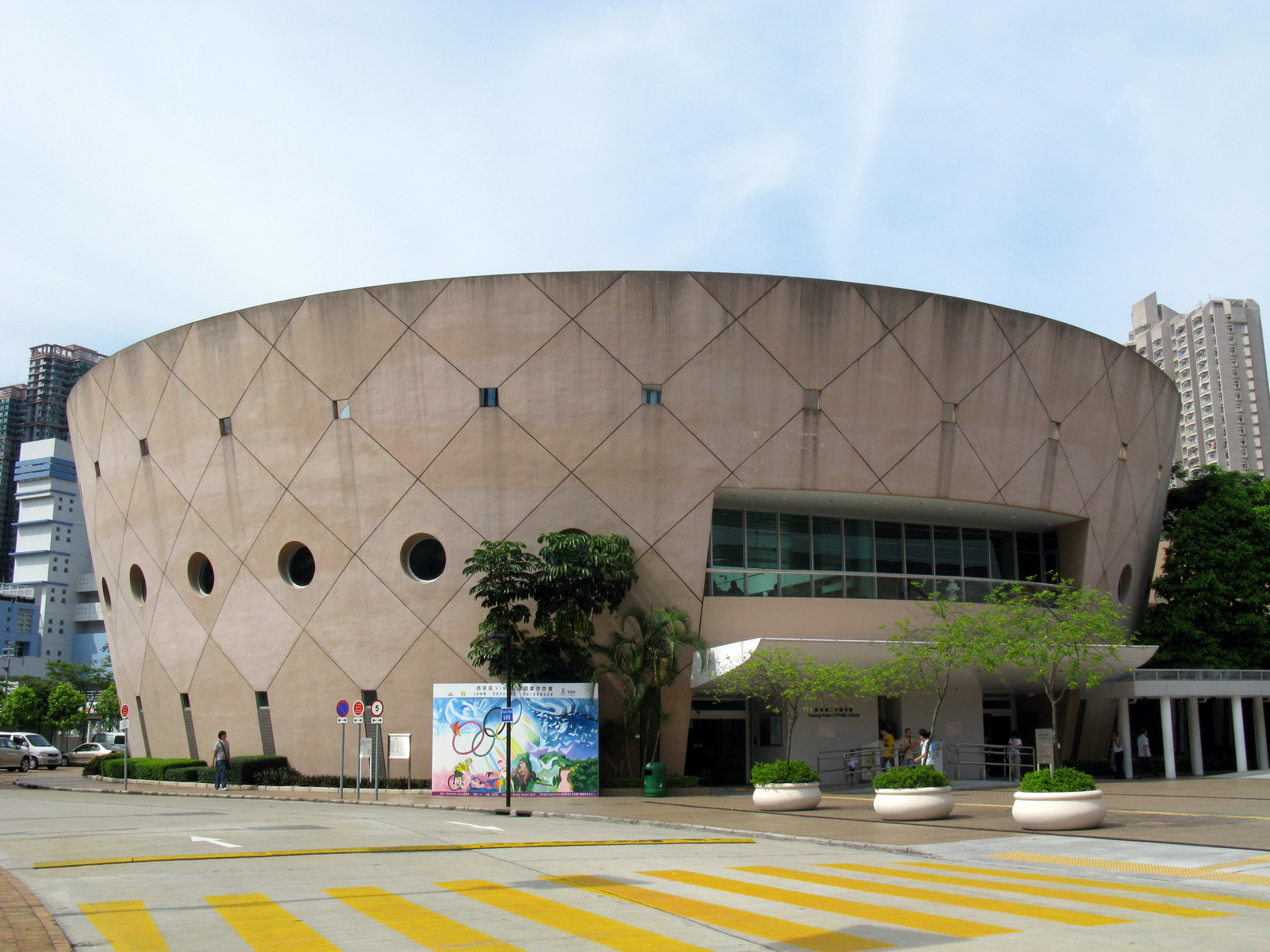
将軍澳公衆図書館
宝康公園
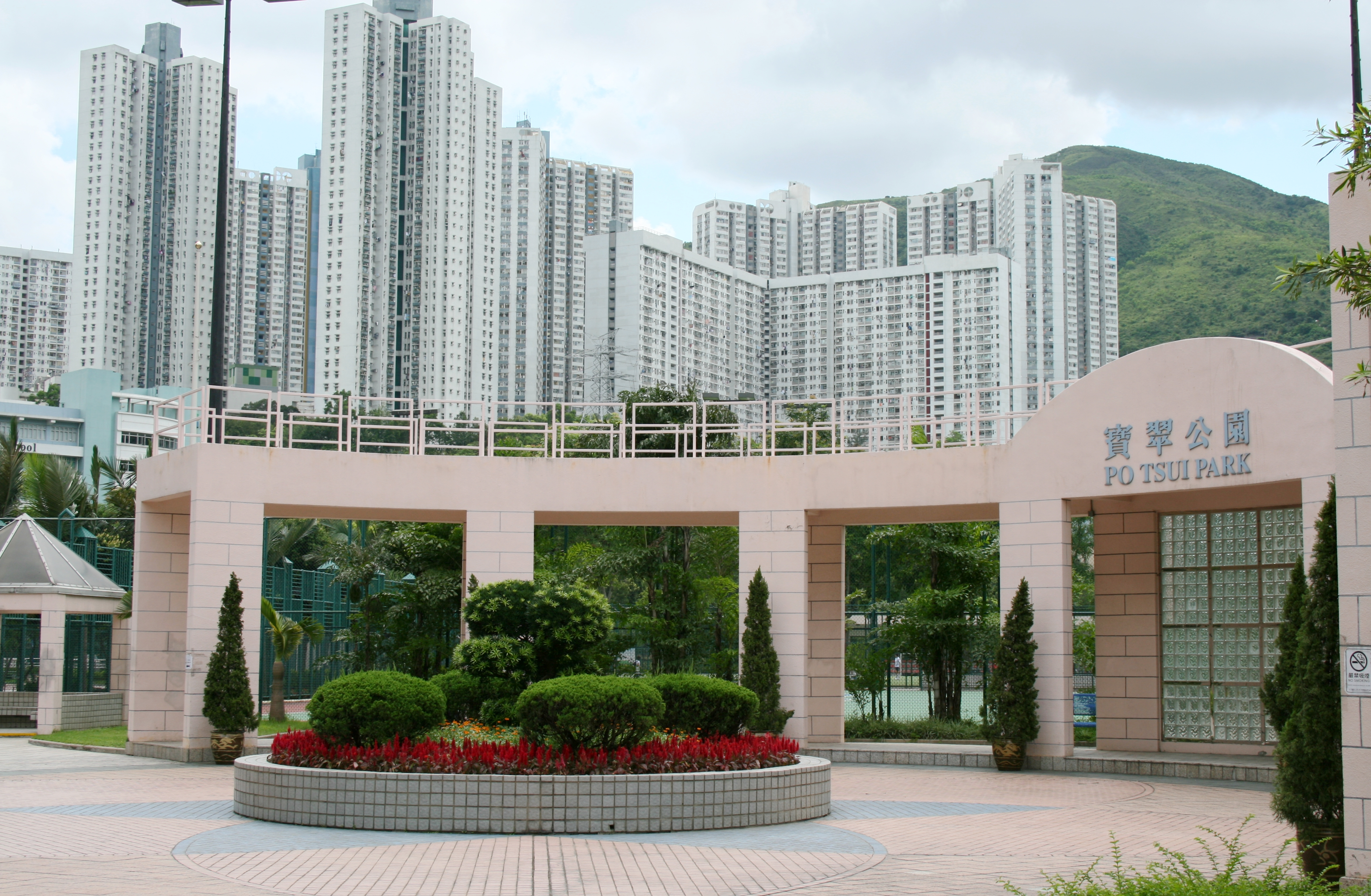
宝翠公園
- 培成花園
- 宝林体育館
- 翠林体育館
- 西貢将軍澳政府総合大楼

- 将軍澳運動場
- 将軍澳遊泳池
- 将軍澳公衆図書館
- 宝康公園
- 宝翠公園

## 住宅団地

### 公営住宅（賃貸）

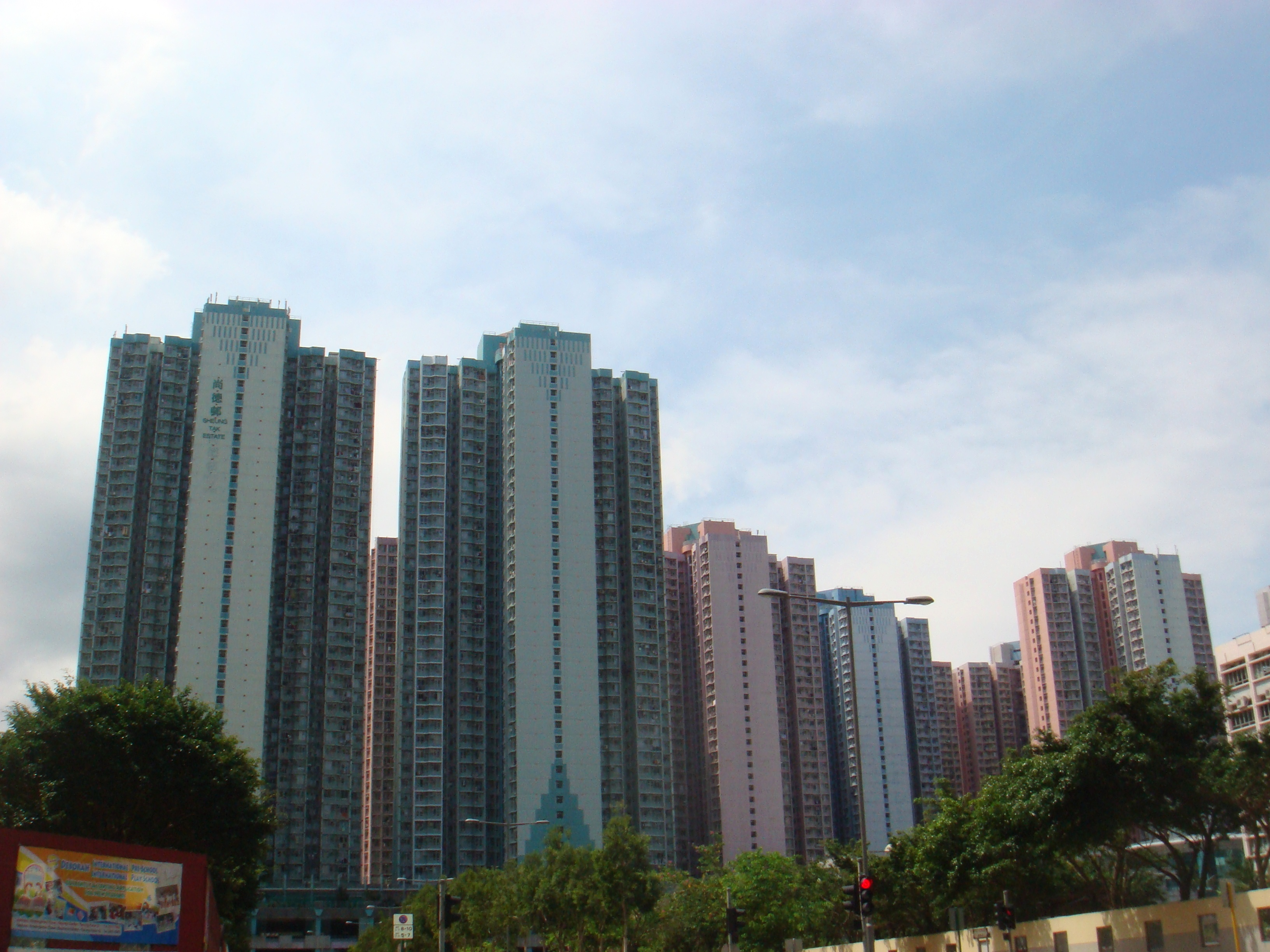
尚徳邨
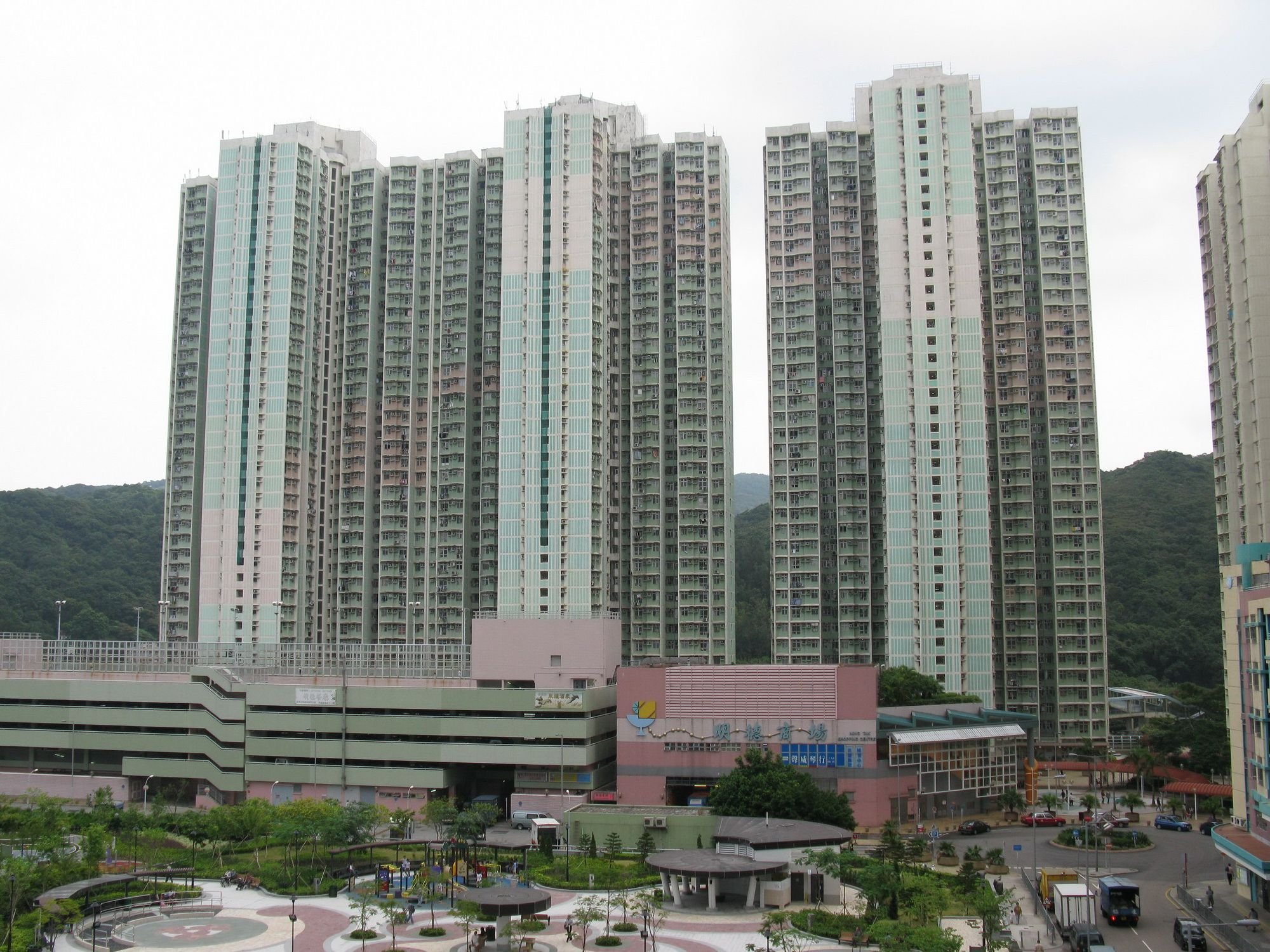
明徳邨
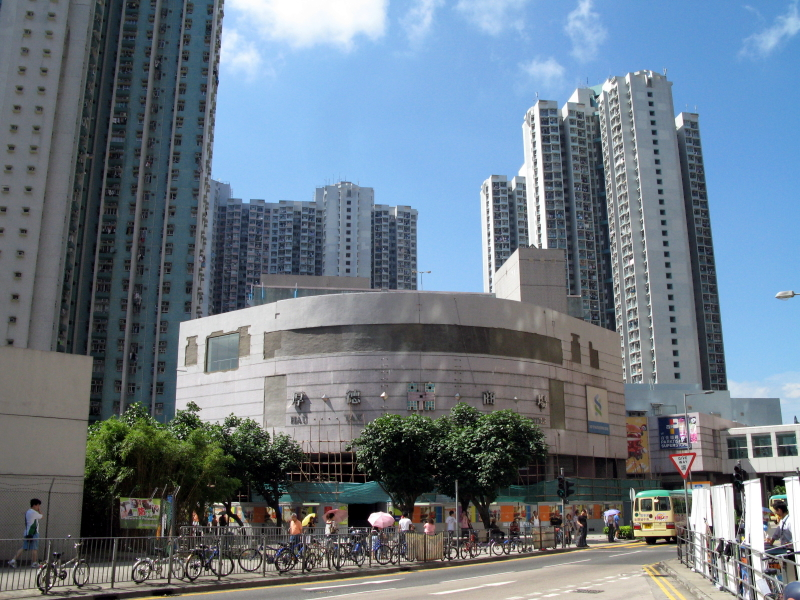
厚徳邨
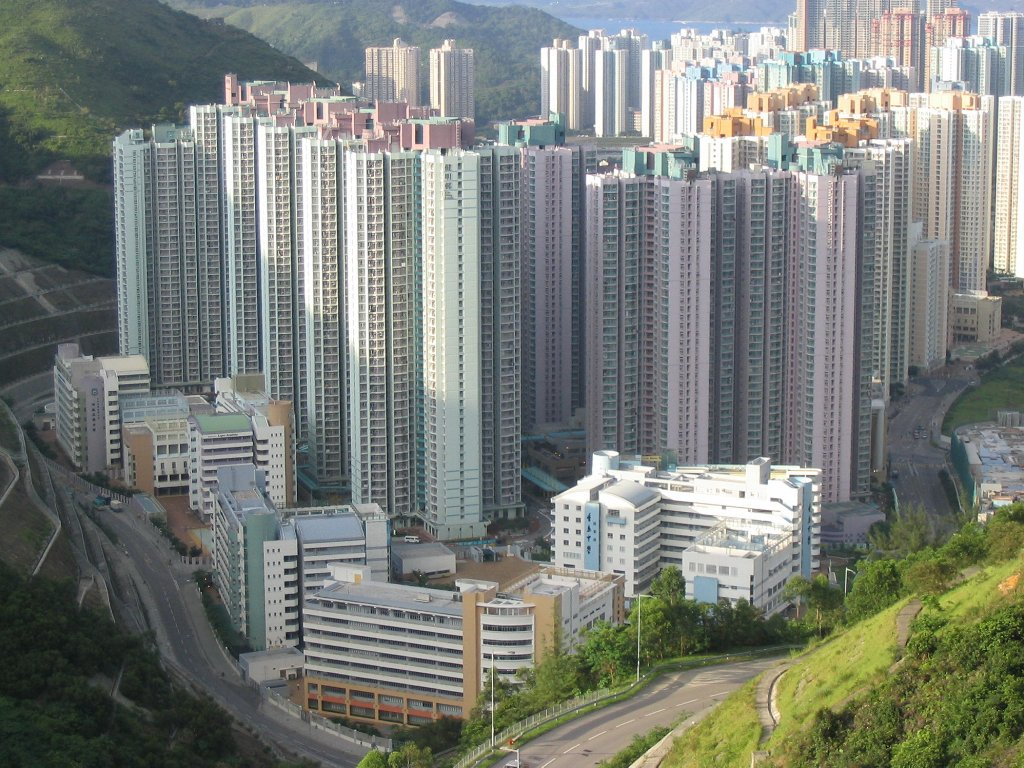
健明邨
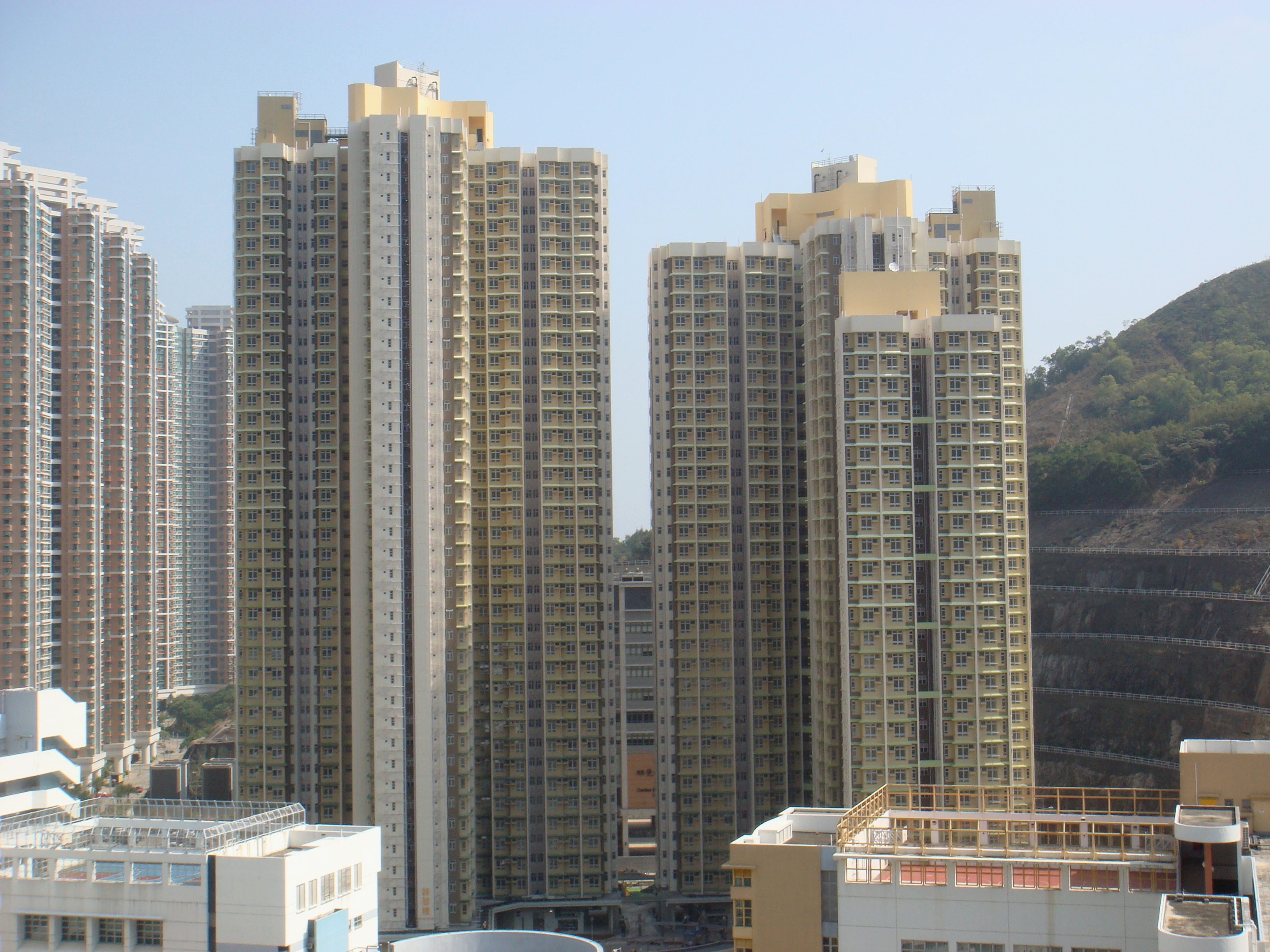
善明邨
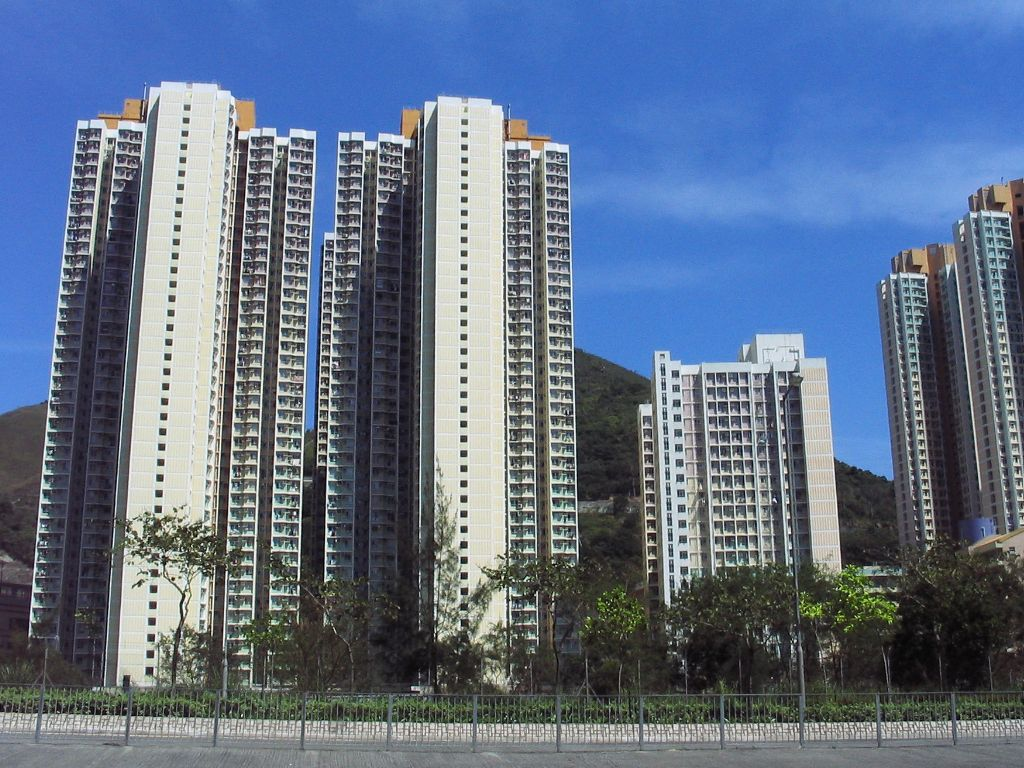
彩明苑(賃貸住宅)

- 彩明苑
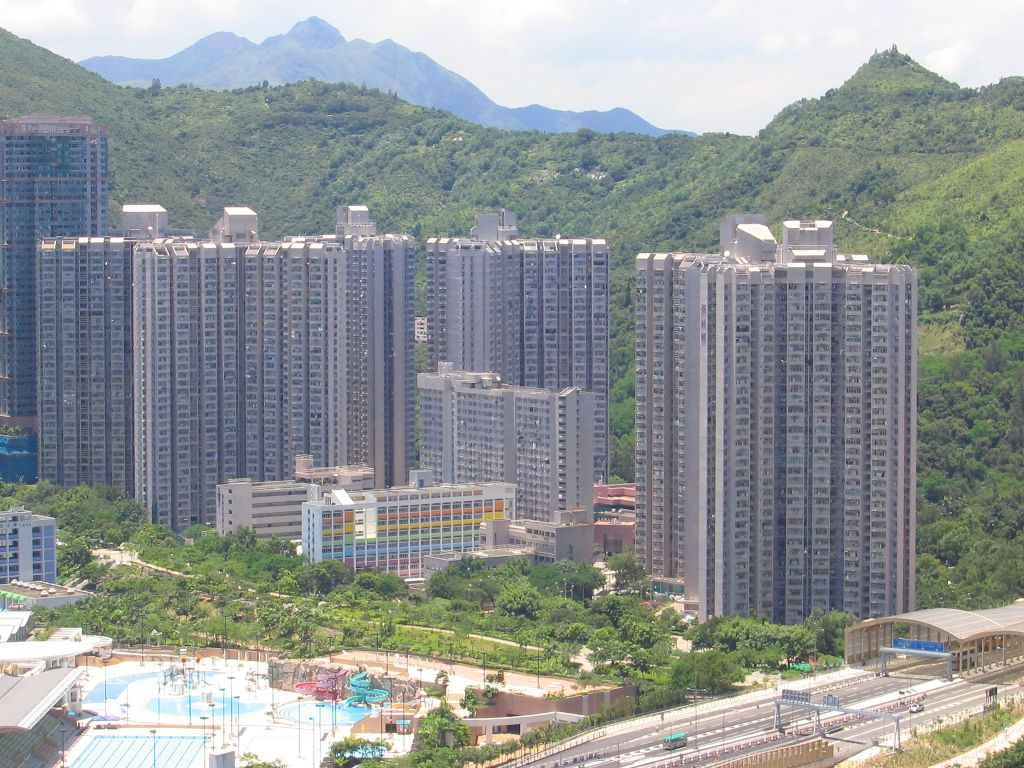
景林邨
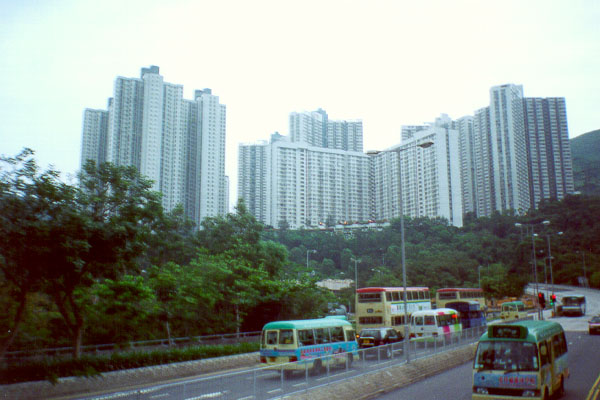
翠林邨
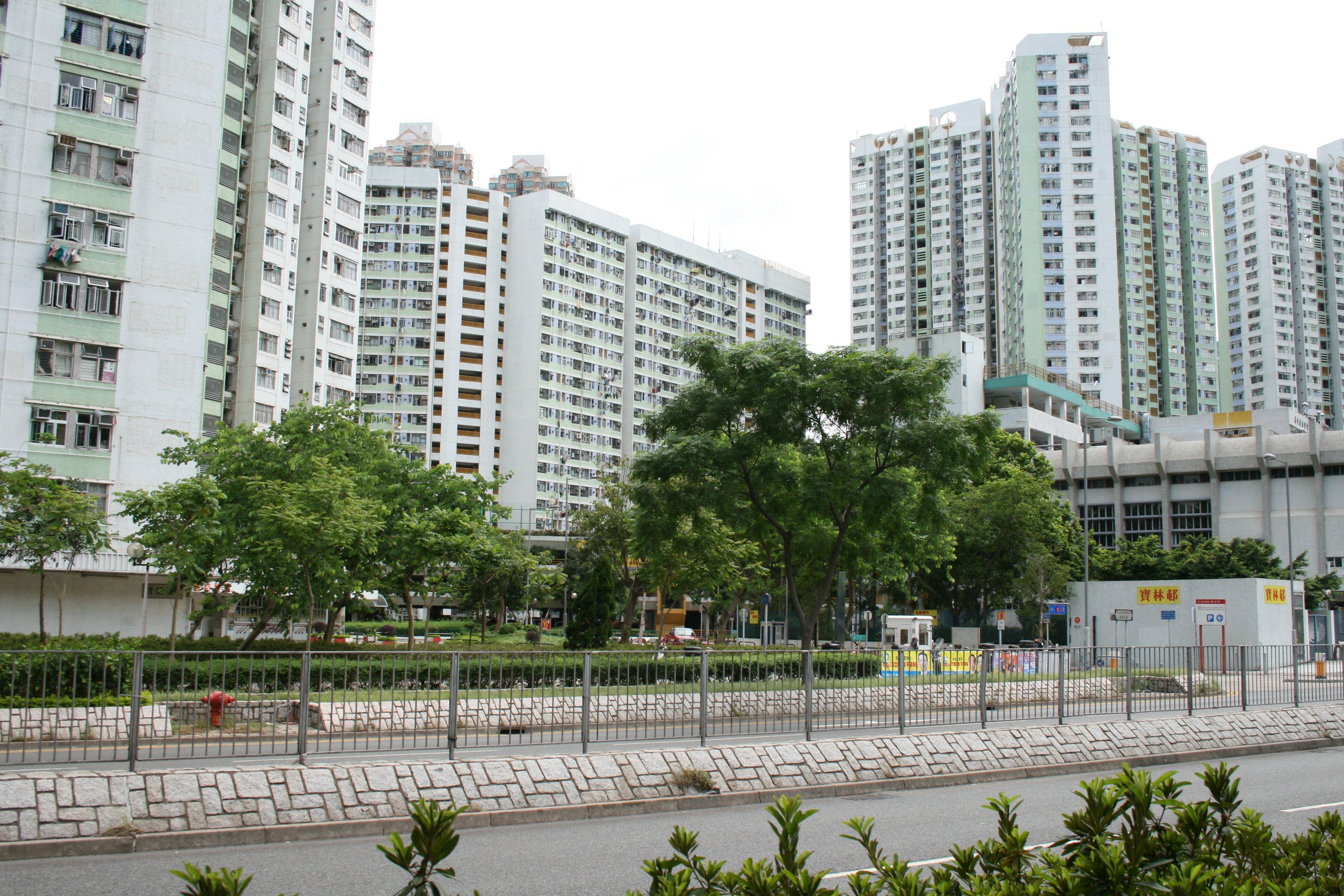
宝林邨
- 茵怡花園

- 尚徳邨
- 明徳邨
- 厚徳邨
- 健明邨
- 善明邨
- 彩明苑(賃貸住宅)
- 景林邨
- 翠林邨
- 宝林邨

### 公営マンション（分譲）
- 和明苑
- 欣明苑
- 英明苑
- 唐明苑
- 浩明苑
- 彩明苑
- 景明苑
- 煜明苑
- 裕明苑
- 頌明苑
- 広明苑
- 宝明苑
- 顕明苑
- 茵怡花園
- 楽頤居（長者住宅）

#### 公私営マンション（私営企業参与）
- 安寧花園
- 康盛花園
- 富康花園
- 富寧花園
- 宝盈花園
- 畳翠軒
- 旭輝臺

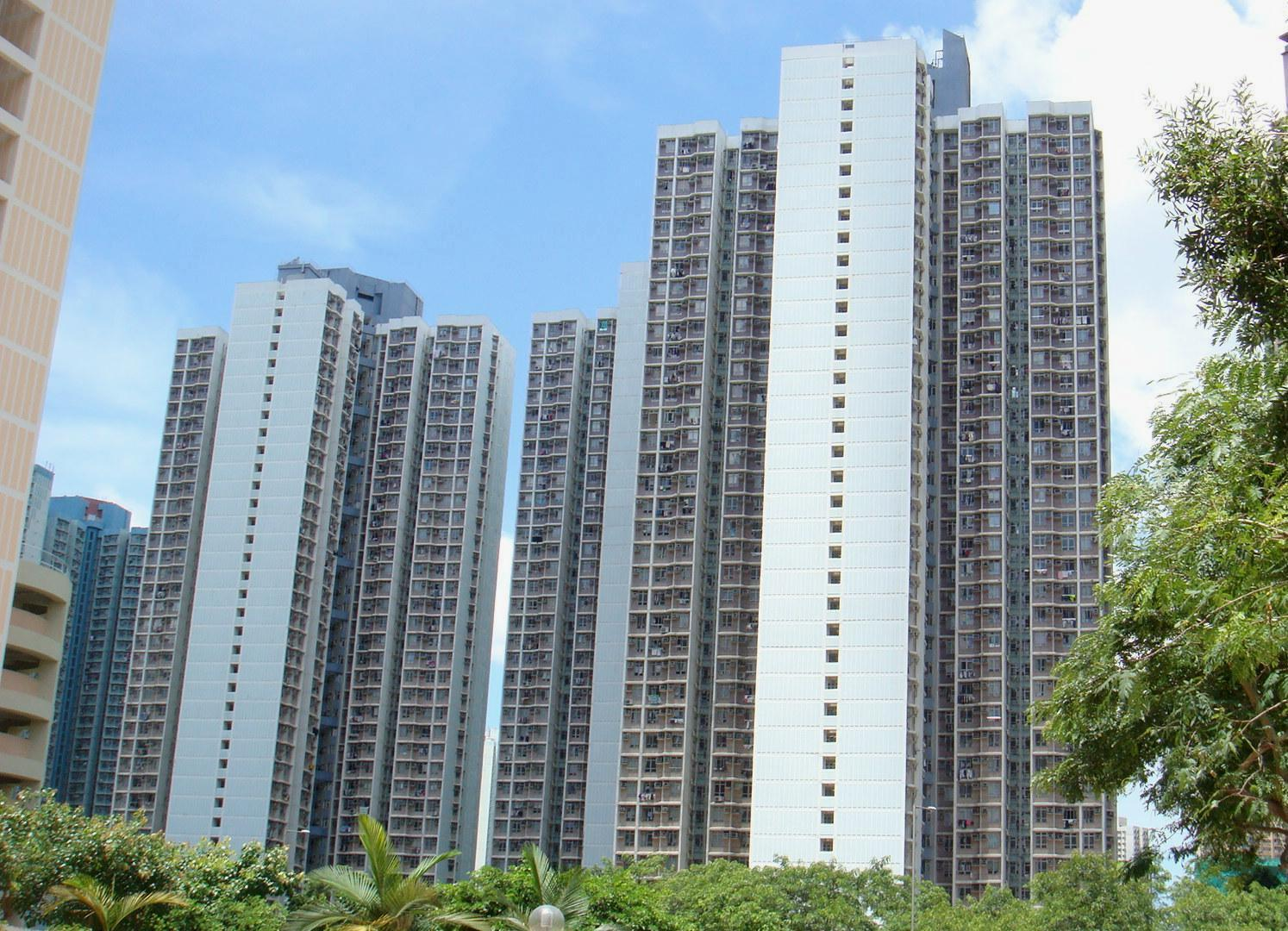
唐明苑
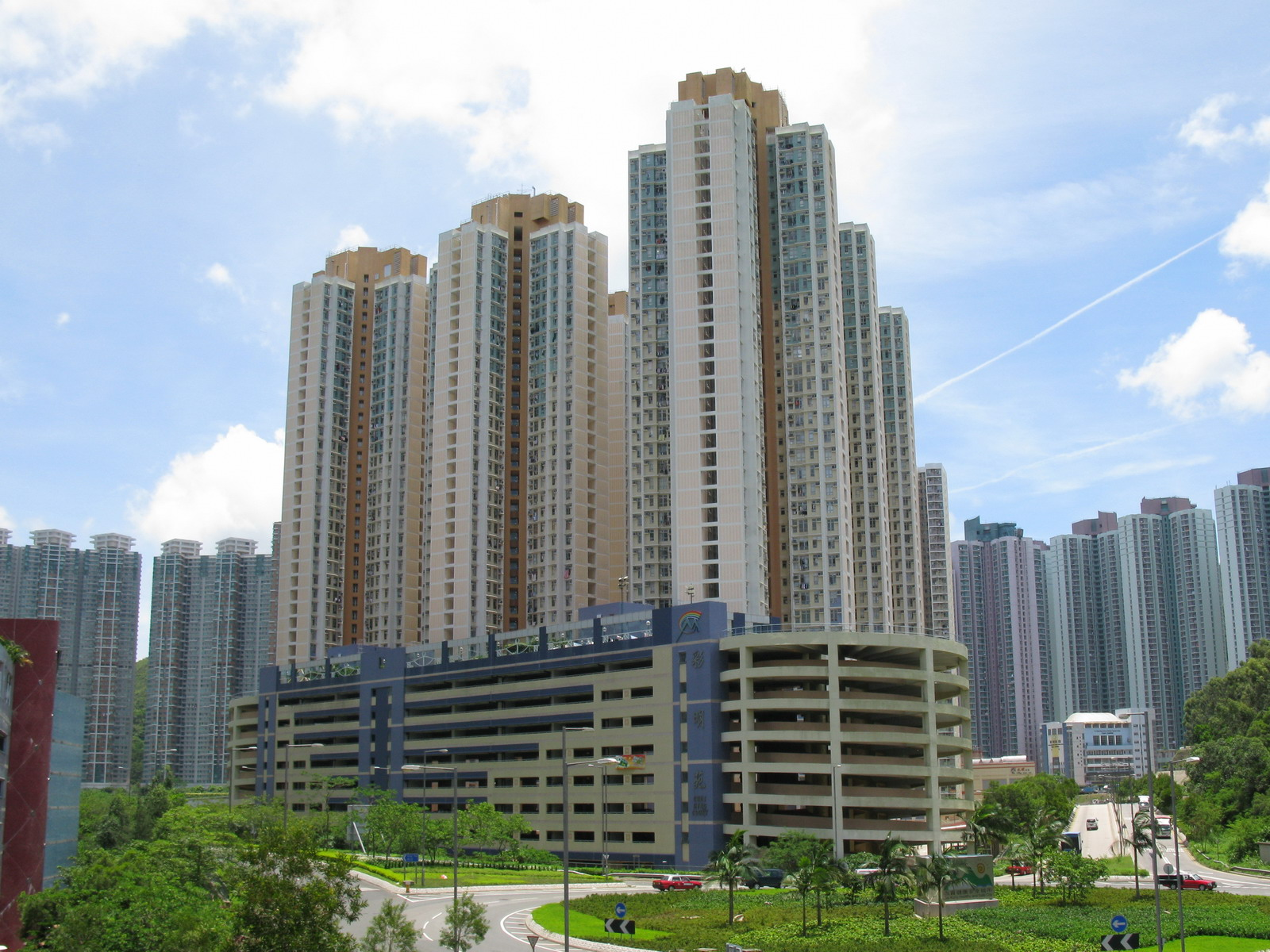
彩明苑（購入住宅）
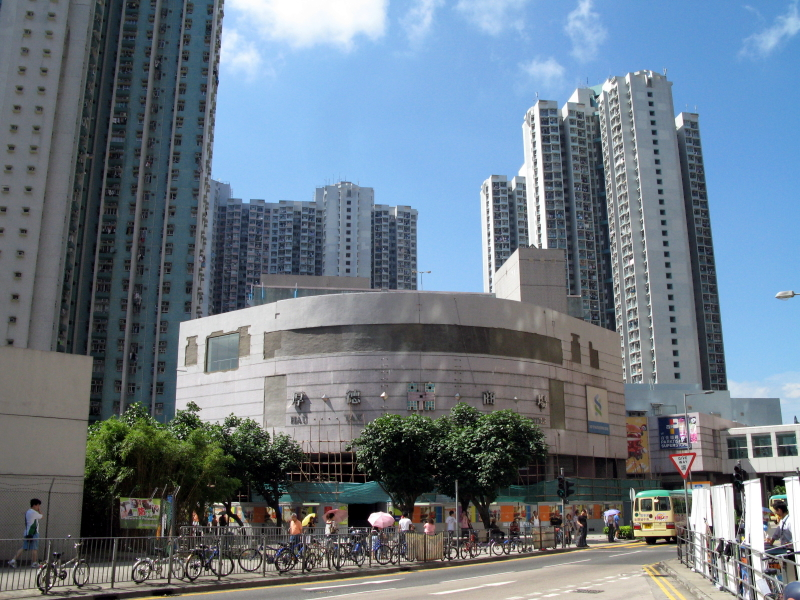
頌明苑
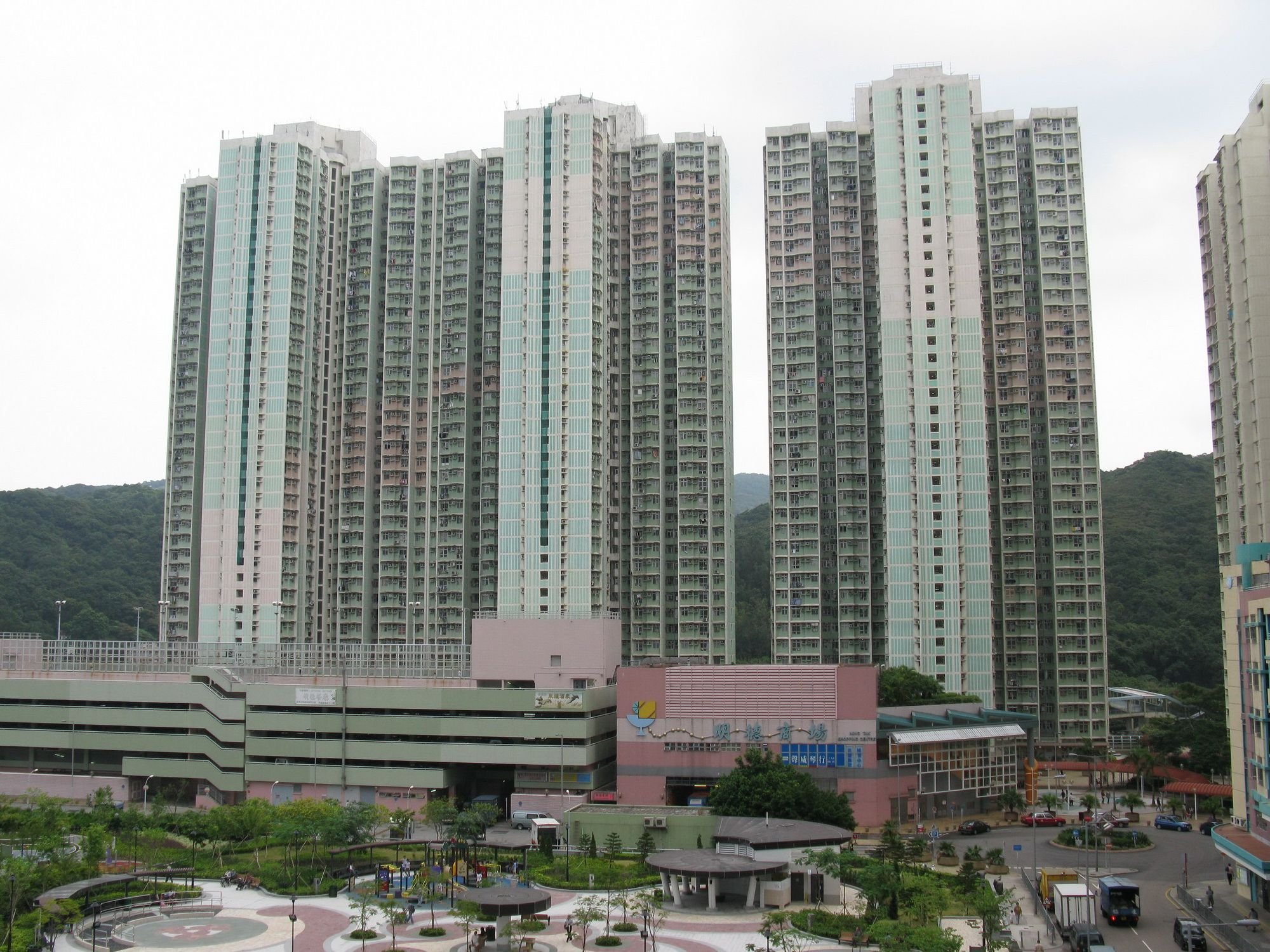
顕明苑
広明苑、宝明苑
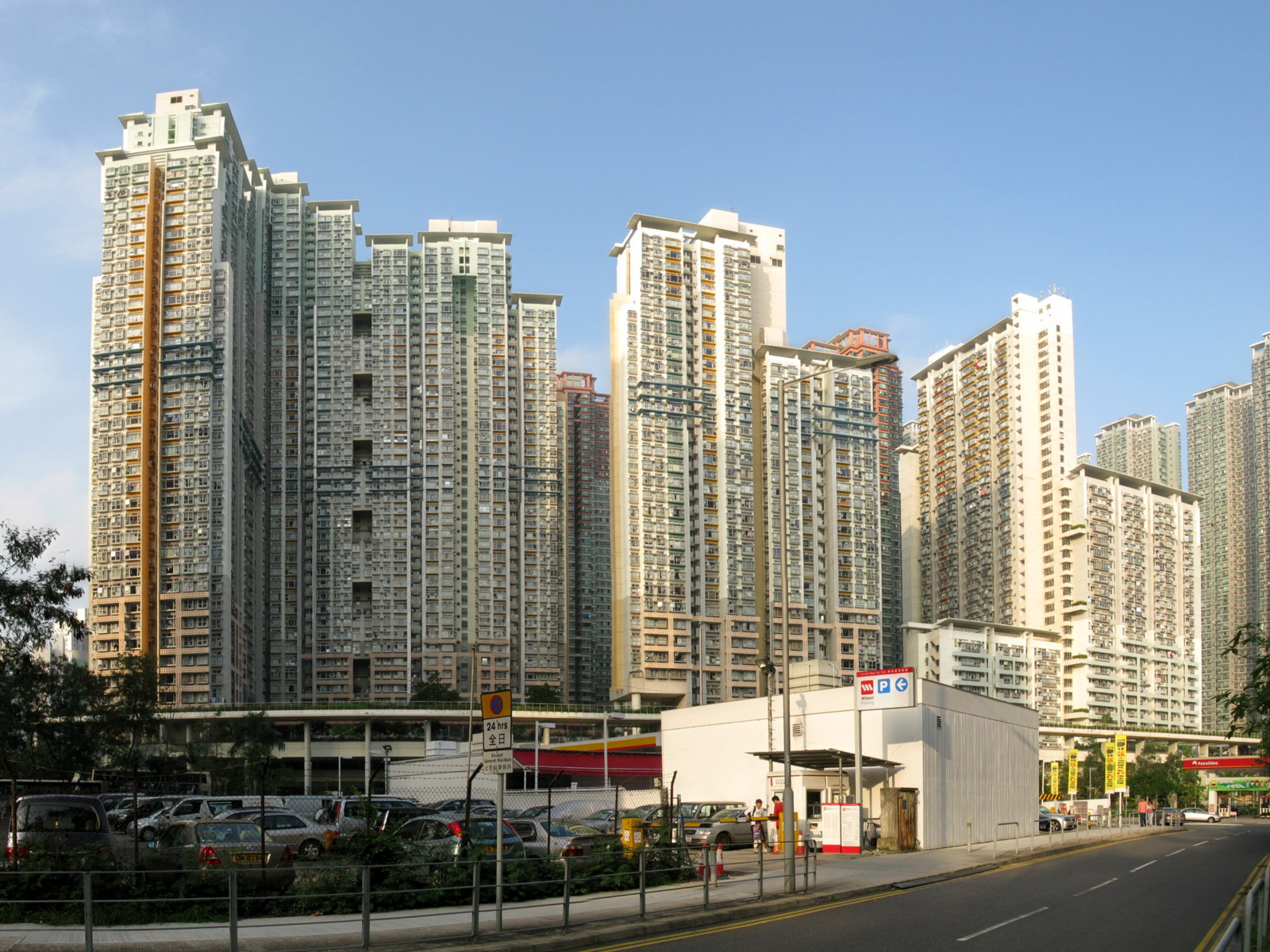
茵怡花園
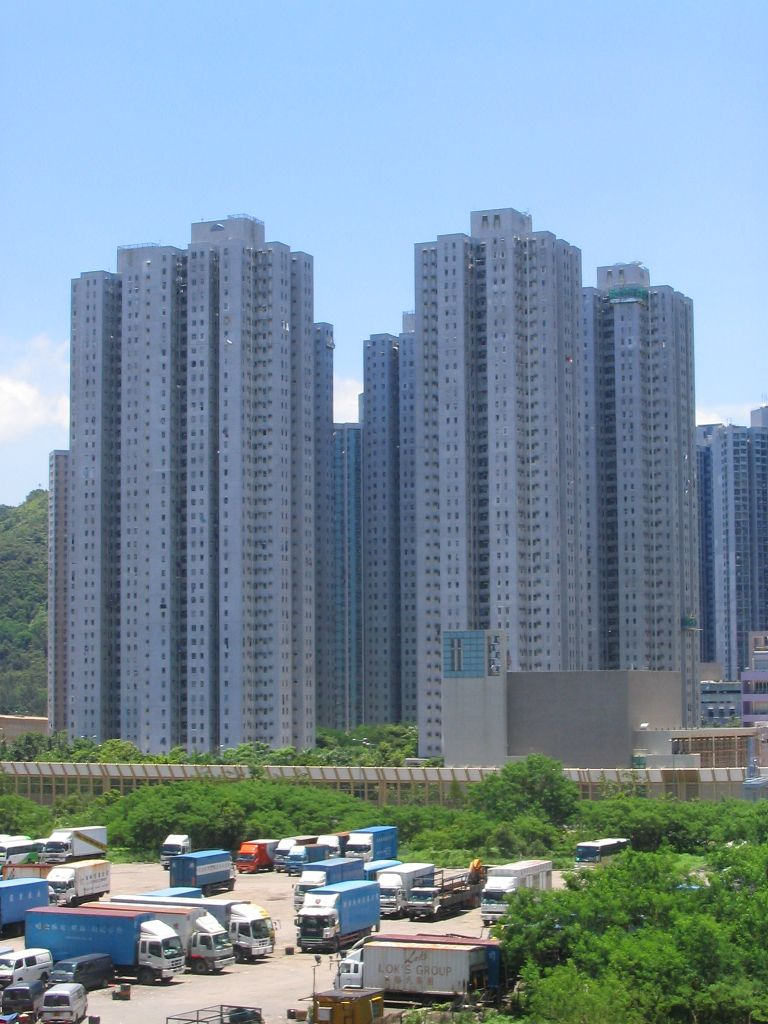
安寧花園
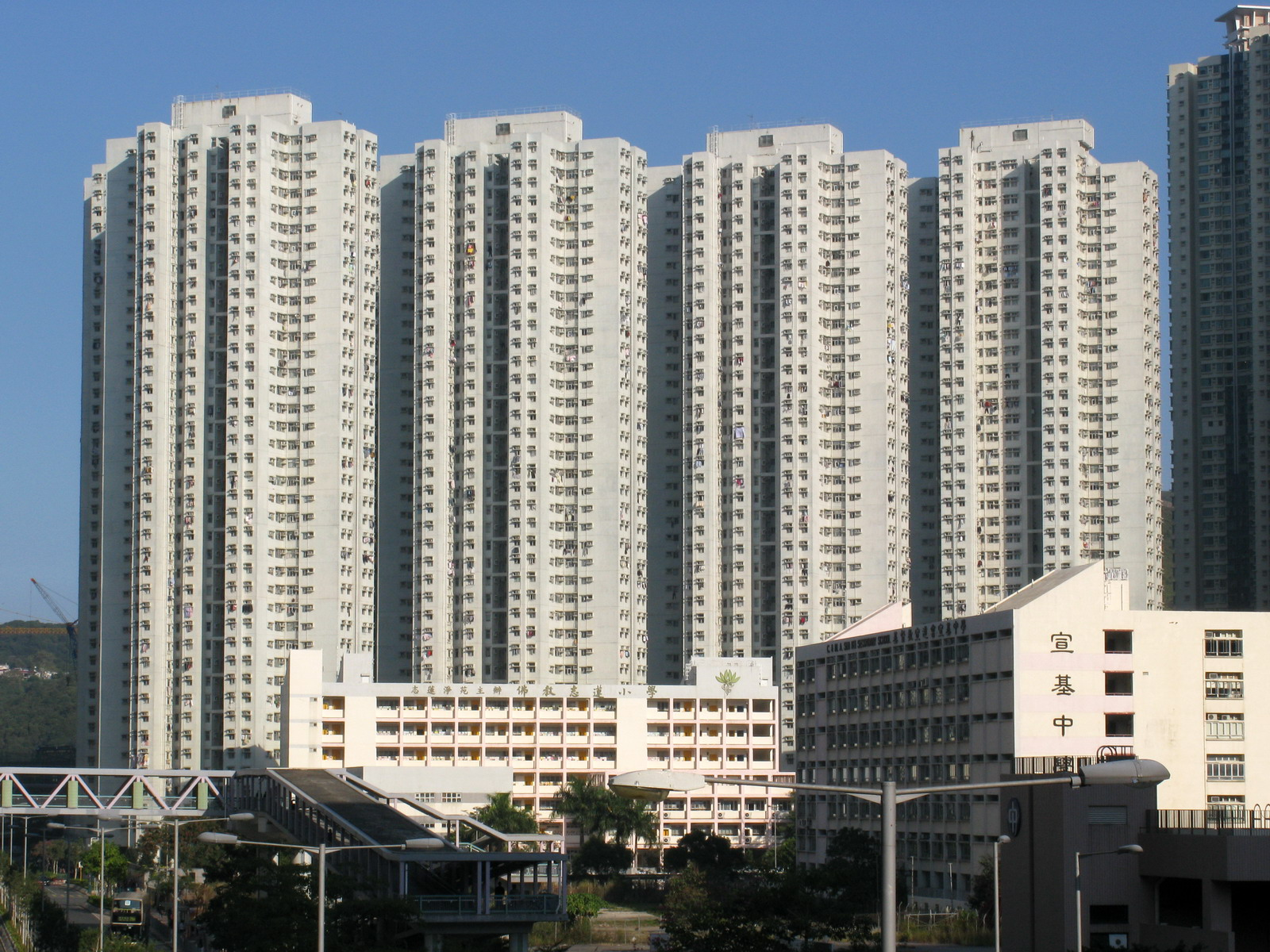
富康花園
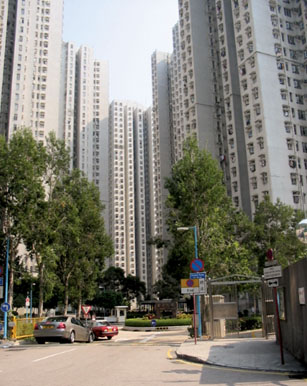
富寧花園
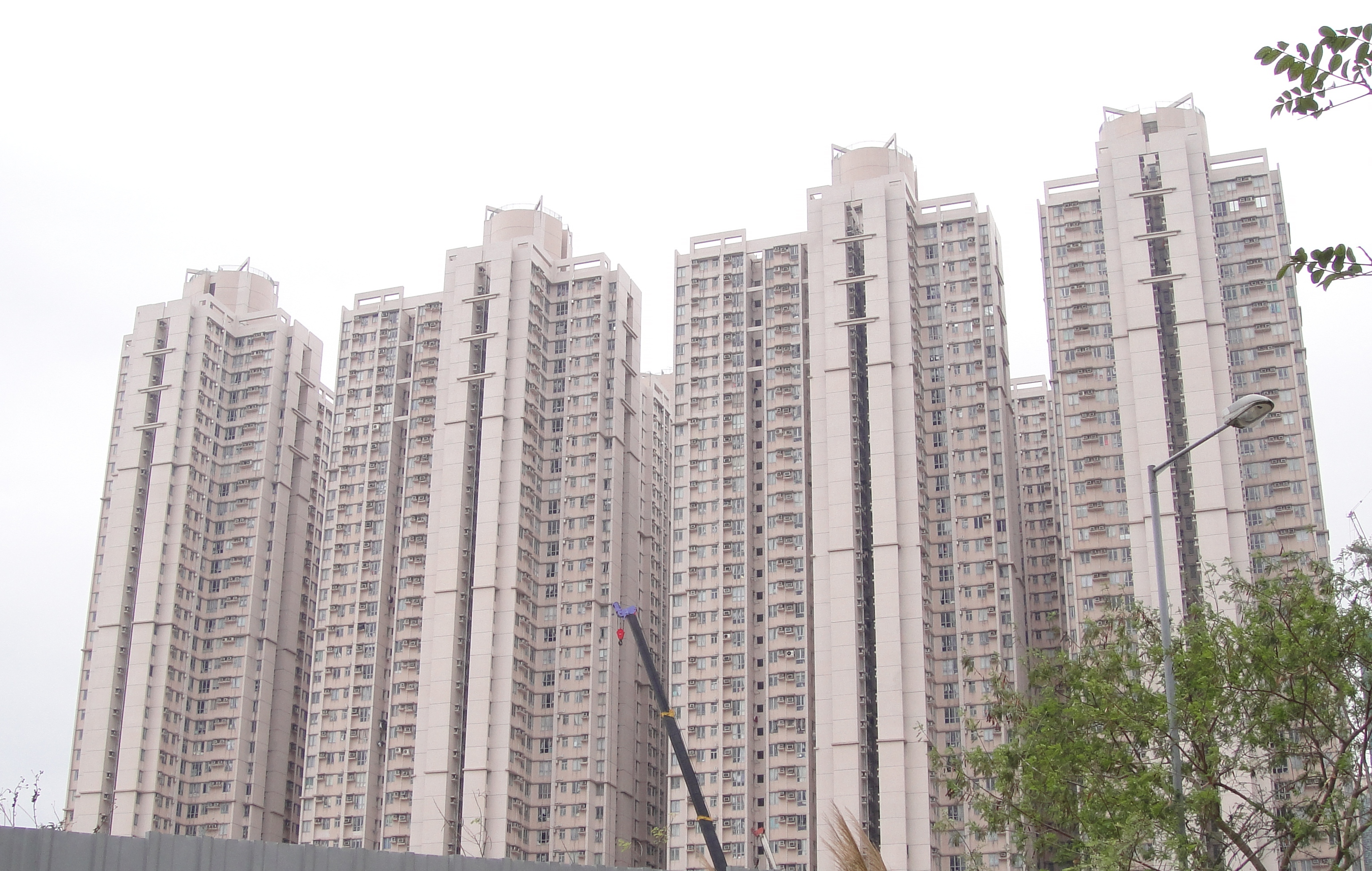
宝盈花園
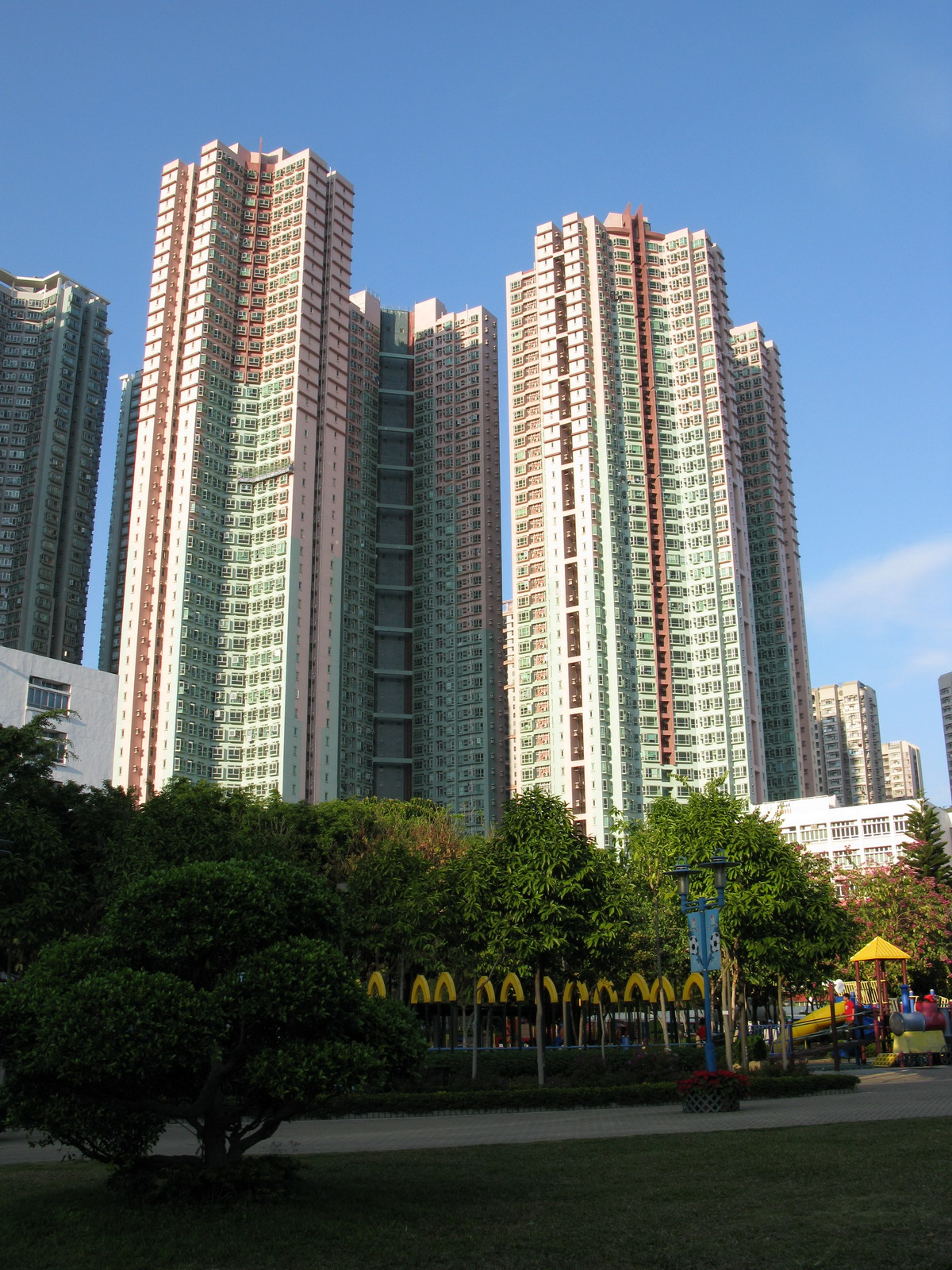
畳翠軒
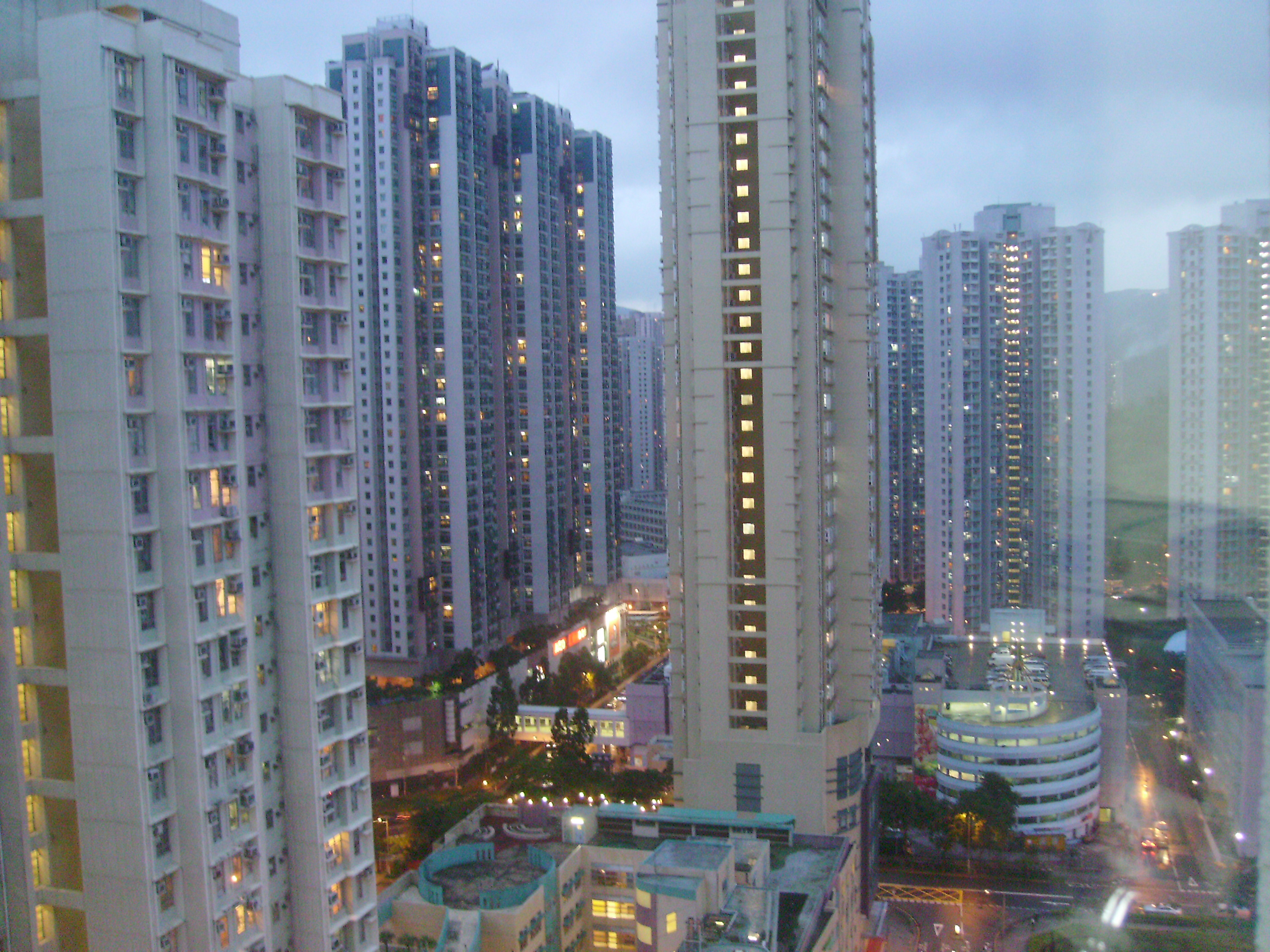
楽頤居

### 私営マンション
- 新都城（恆基兆業）
- 怡心園（房協）
- 慧安園（南豊発展）
- 富麗花園（恆基兆業）
- 南豊広場（南豊発展）
- 海悦豪園（信和置業）
- 蔚藍湾畔（信和置業と嘉里建設）
- 新宝城（恆基兆業）
- 東港城（新鴻基地産）
- 清水湾半島（新鴻基地産）
- 将軍澳広場（南豊発展）
- 将軍澳中心（新鴻基地産、恆基兆業、南豊、華懋と香港鉄路有限公司）
- 維景湾畔（スワイヤー・グループと新鴻基地産）
- 君傲湾（新世界発展と香港鉄路有限公司）
- 都会駅（長江実業と南豊発展）
- 城中駅（長江実業と南豊発展）
- 日出康城（香港鉄路有限公司/長江集団、南豊発展（一～三期））

新都城
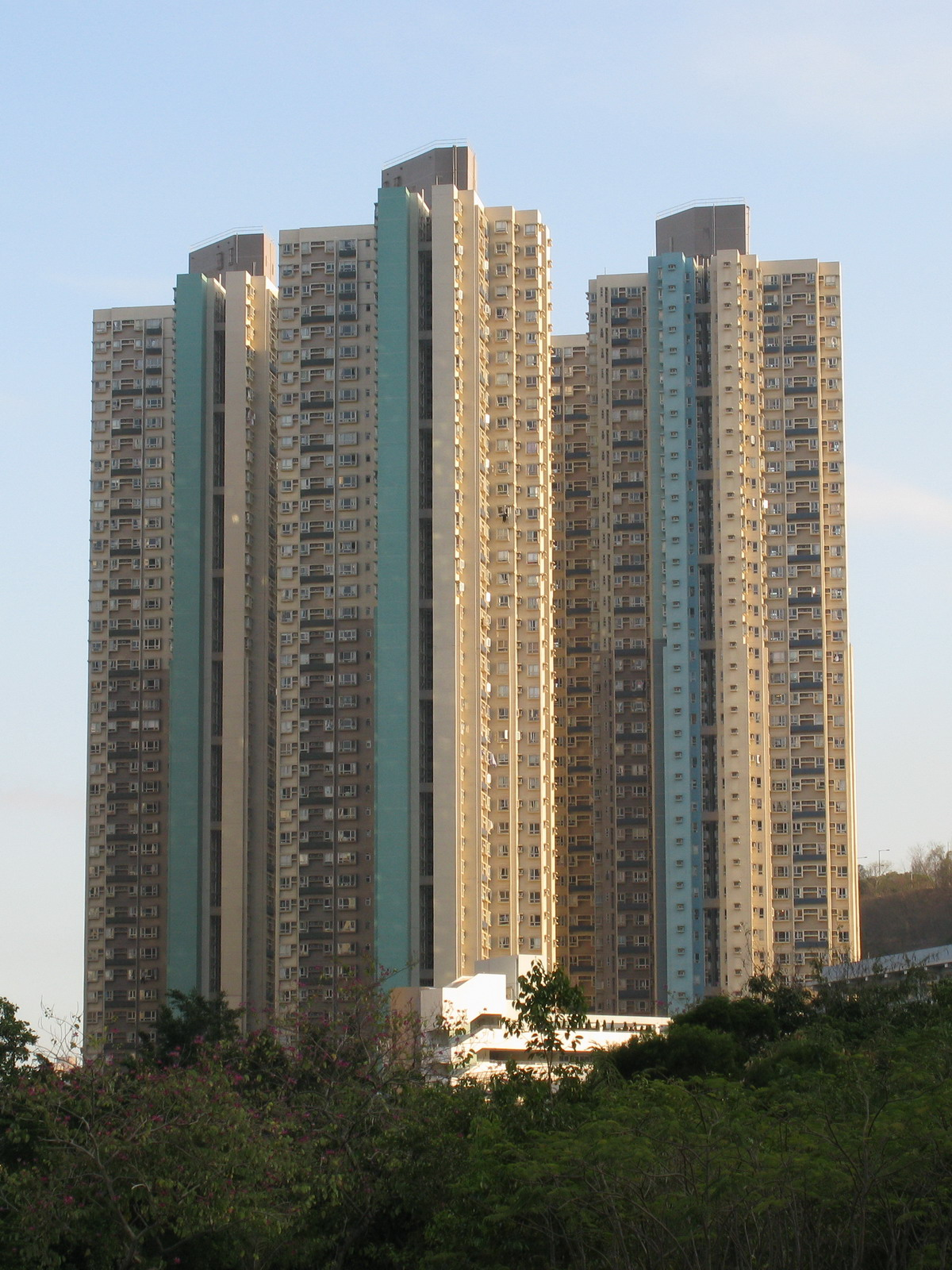
怡心園
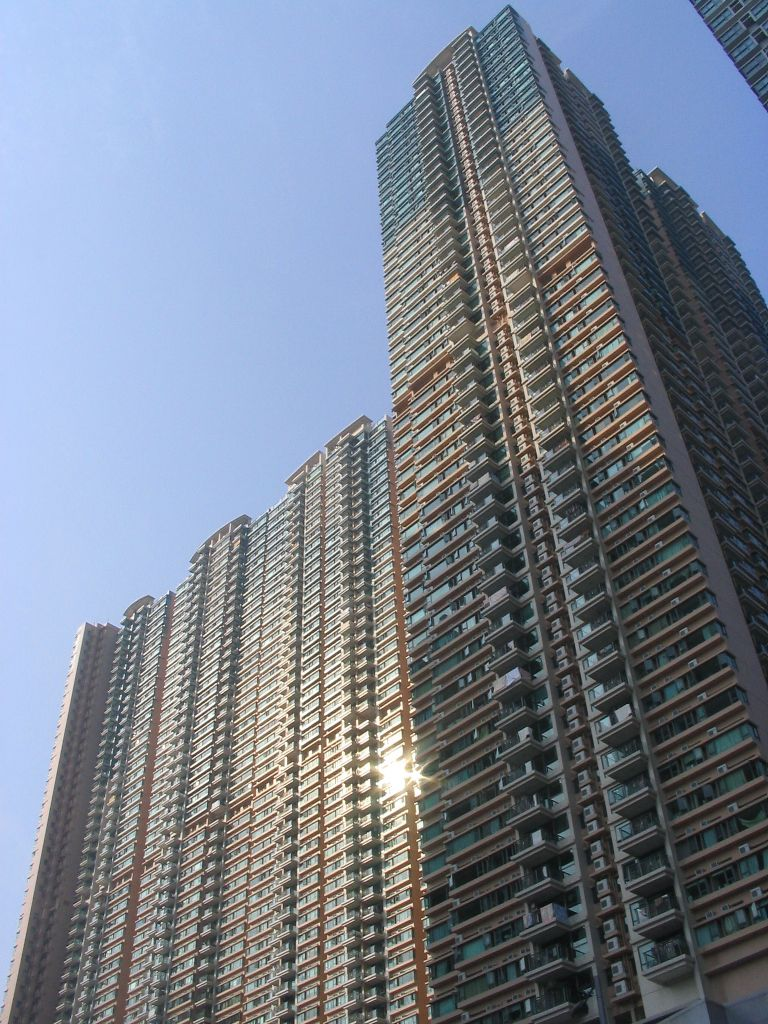
蔚藍湾畔
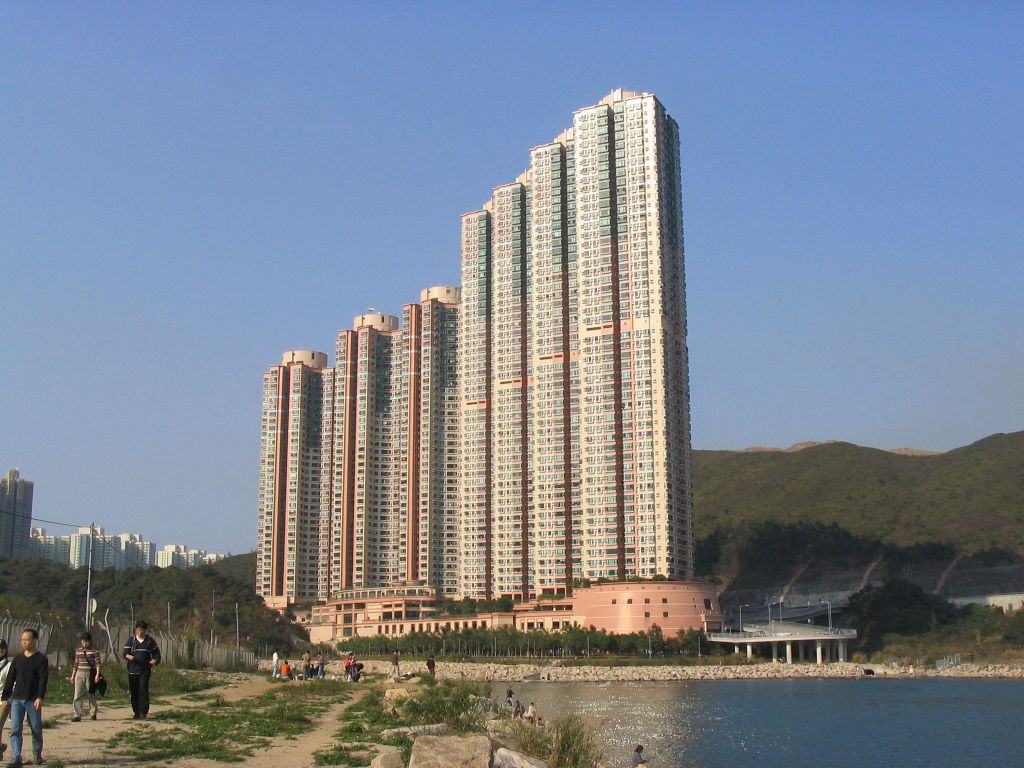
清水湾半島
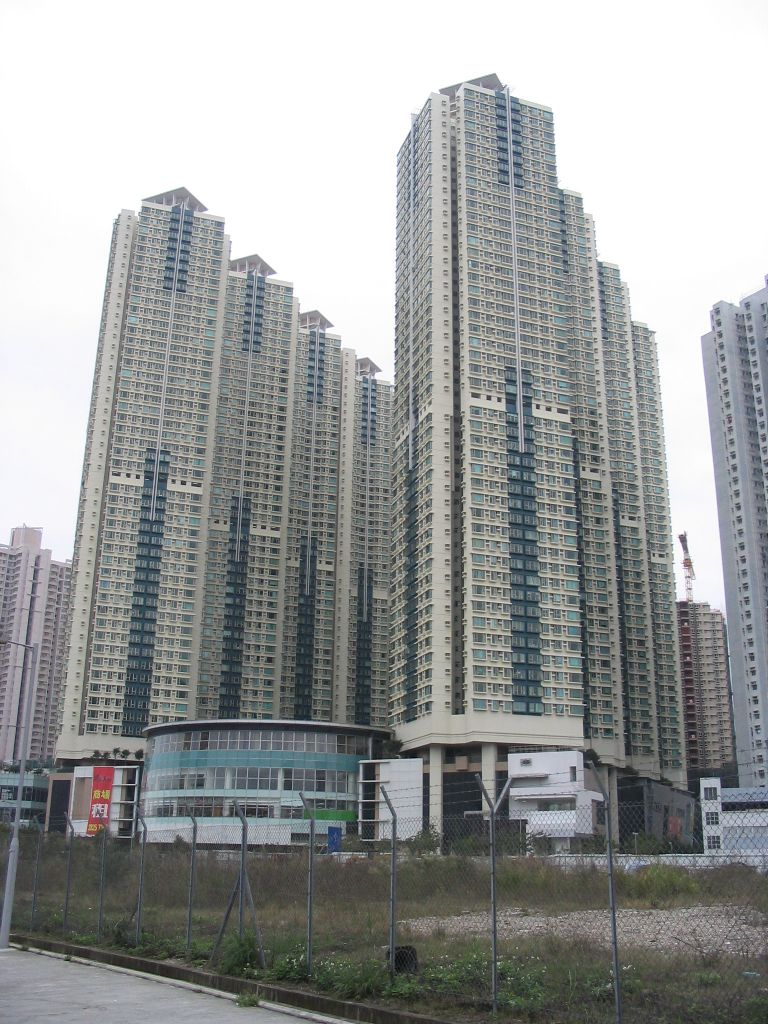
将軍澳広場
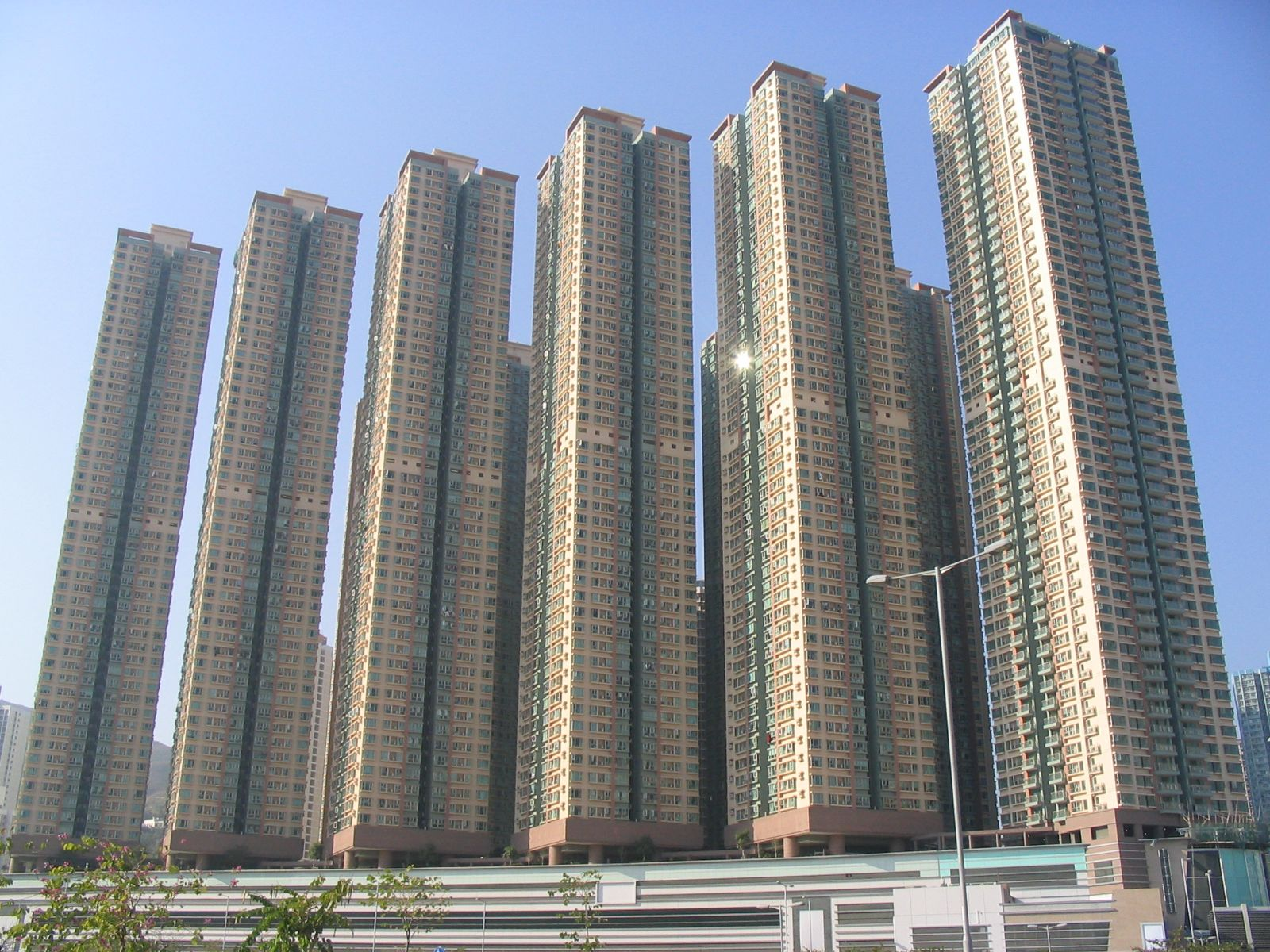
将軍澳中心
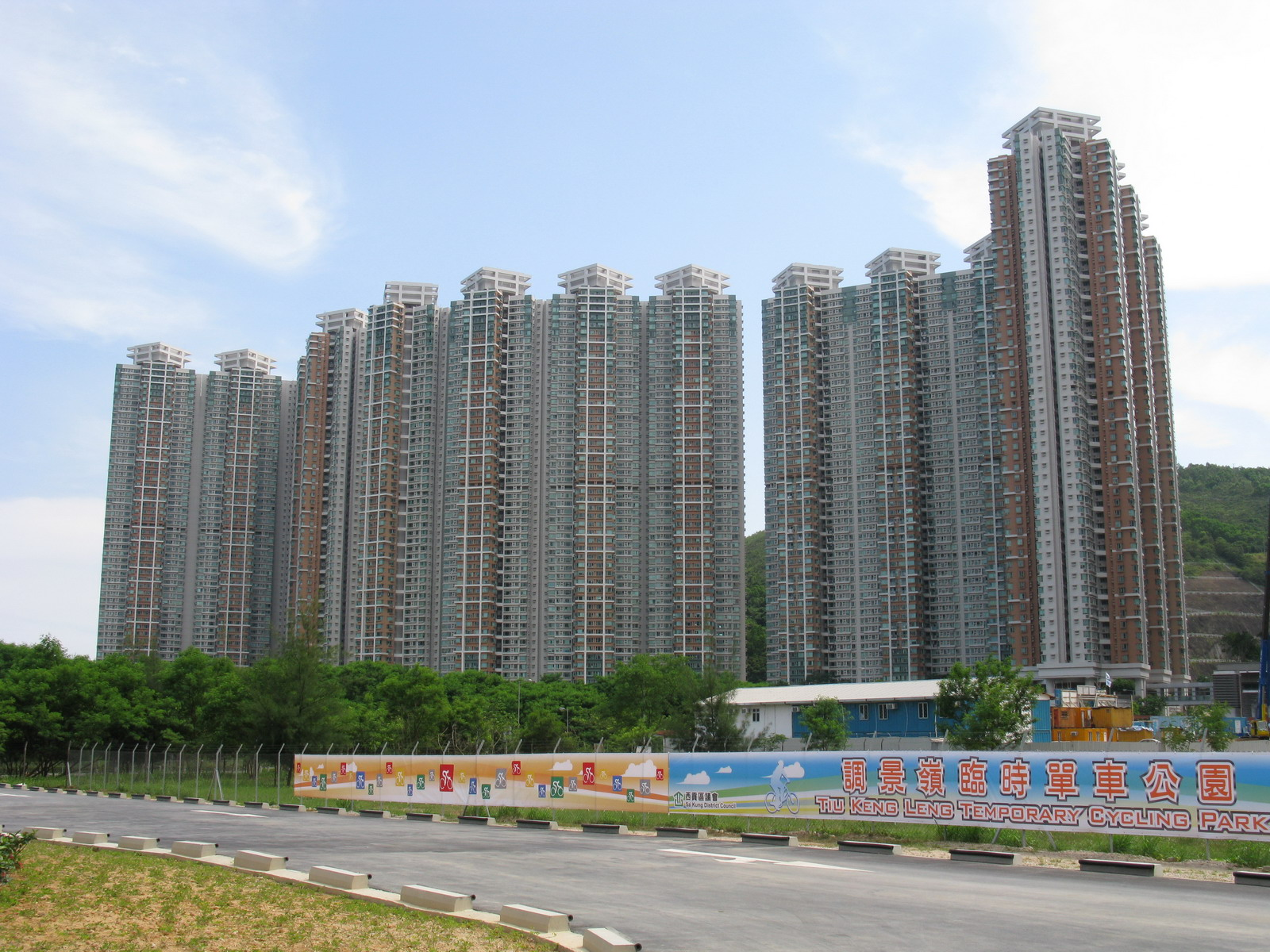
維景湾畔
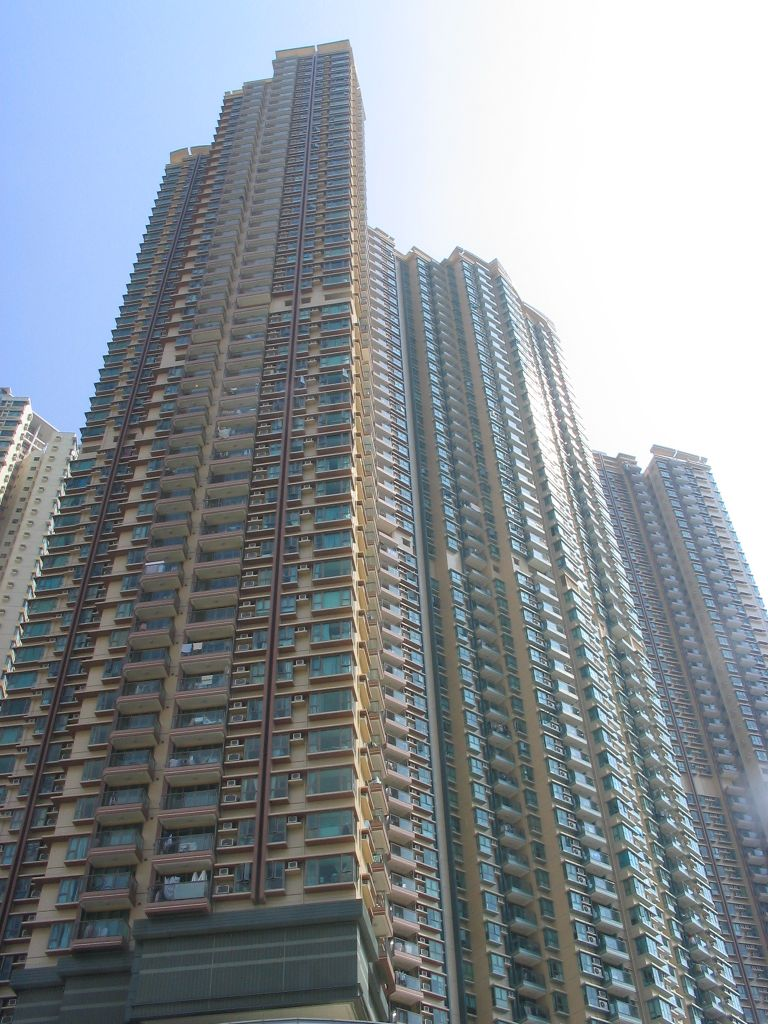
君傲湾
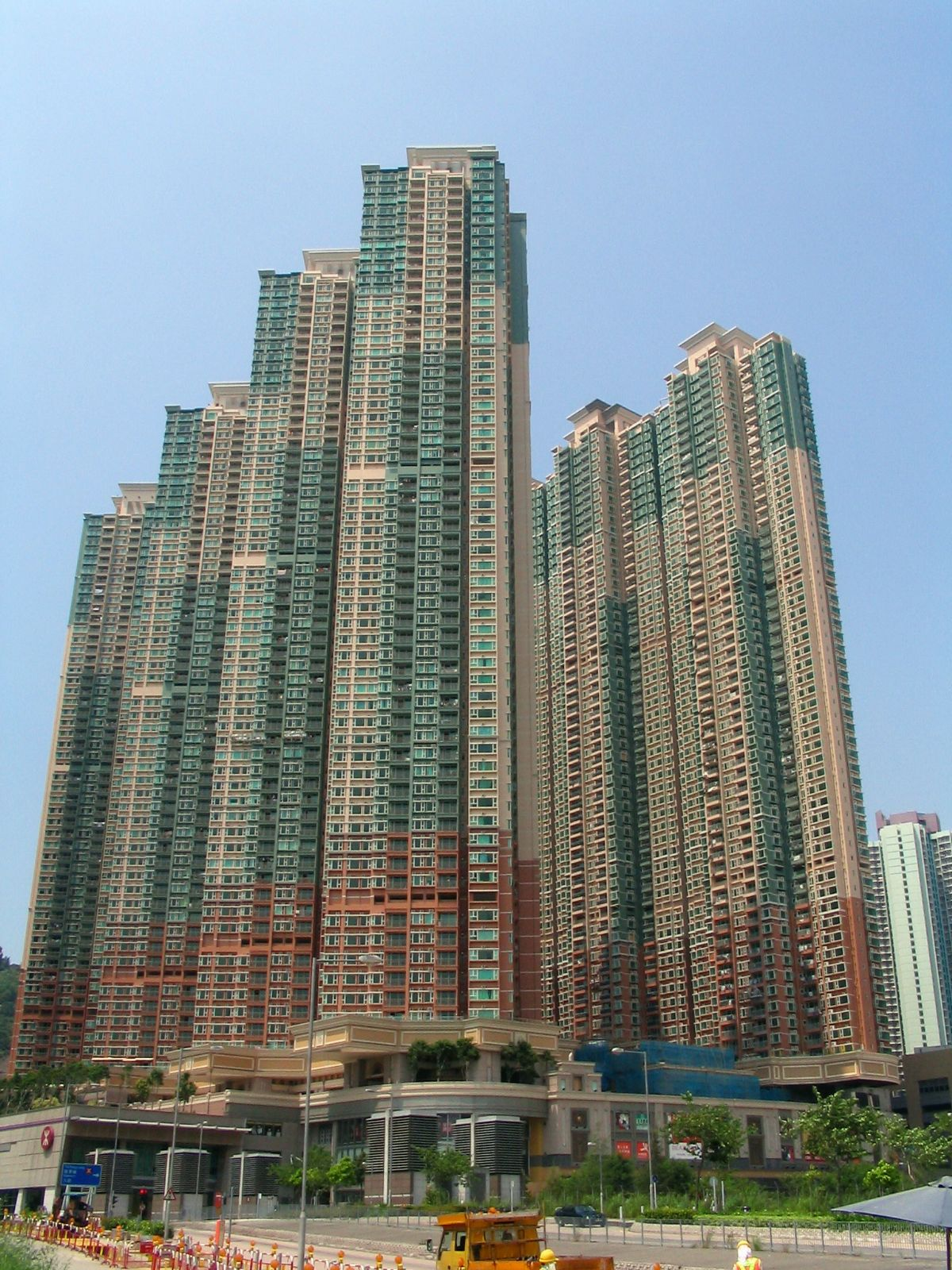
都会駅と城中駅
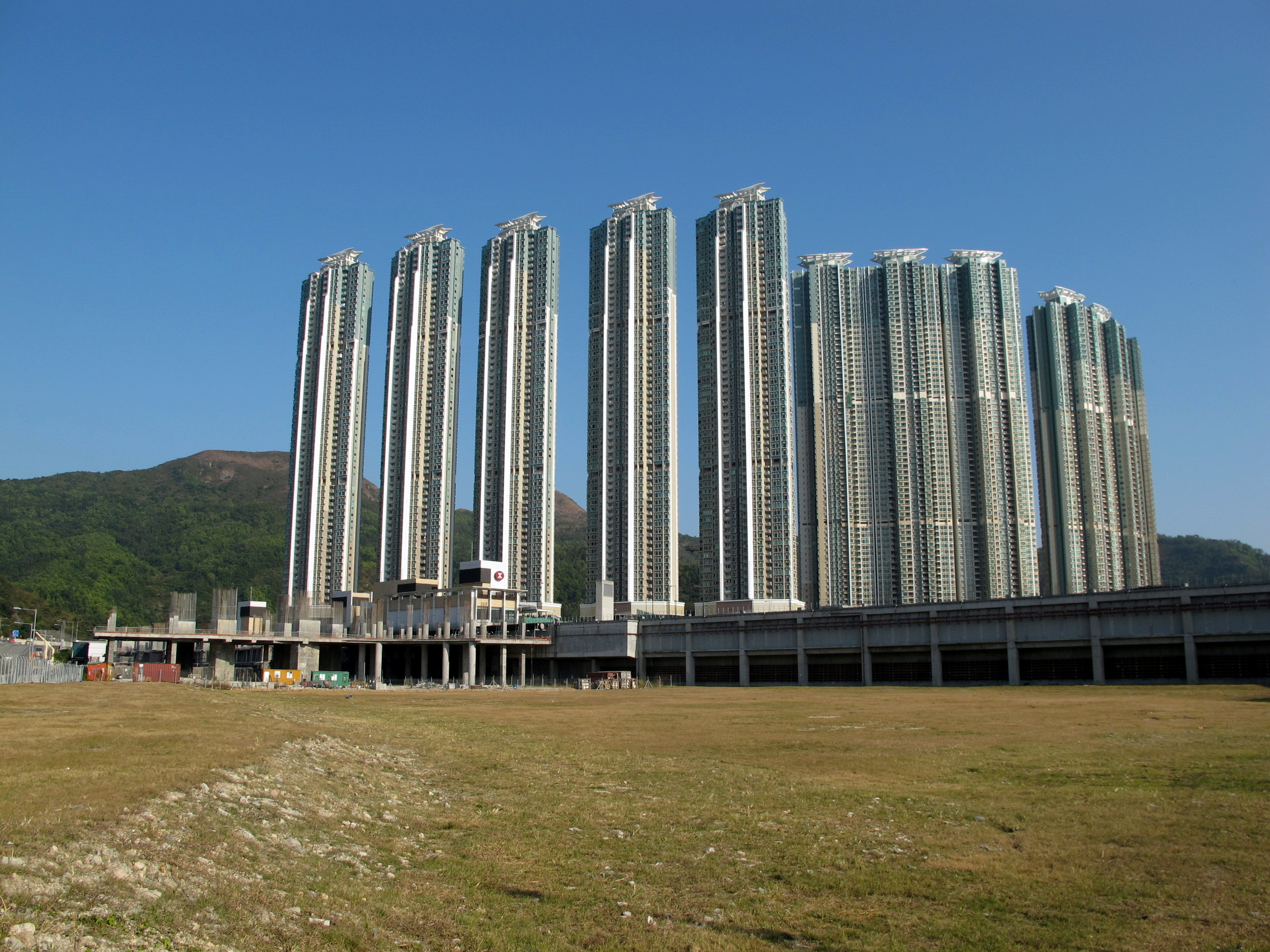
日出康城

## 複合商業施設

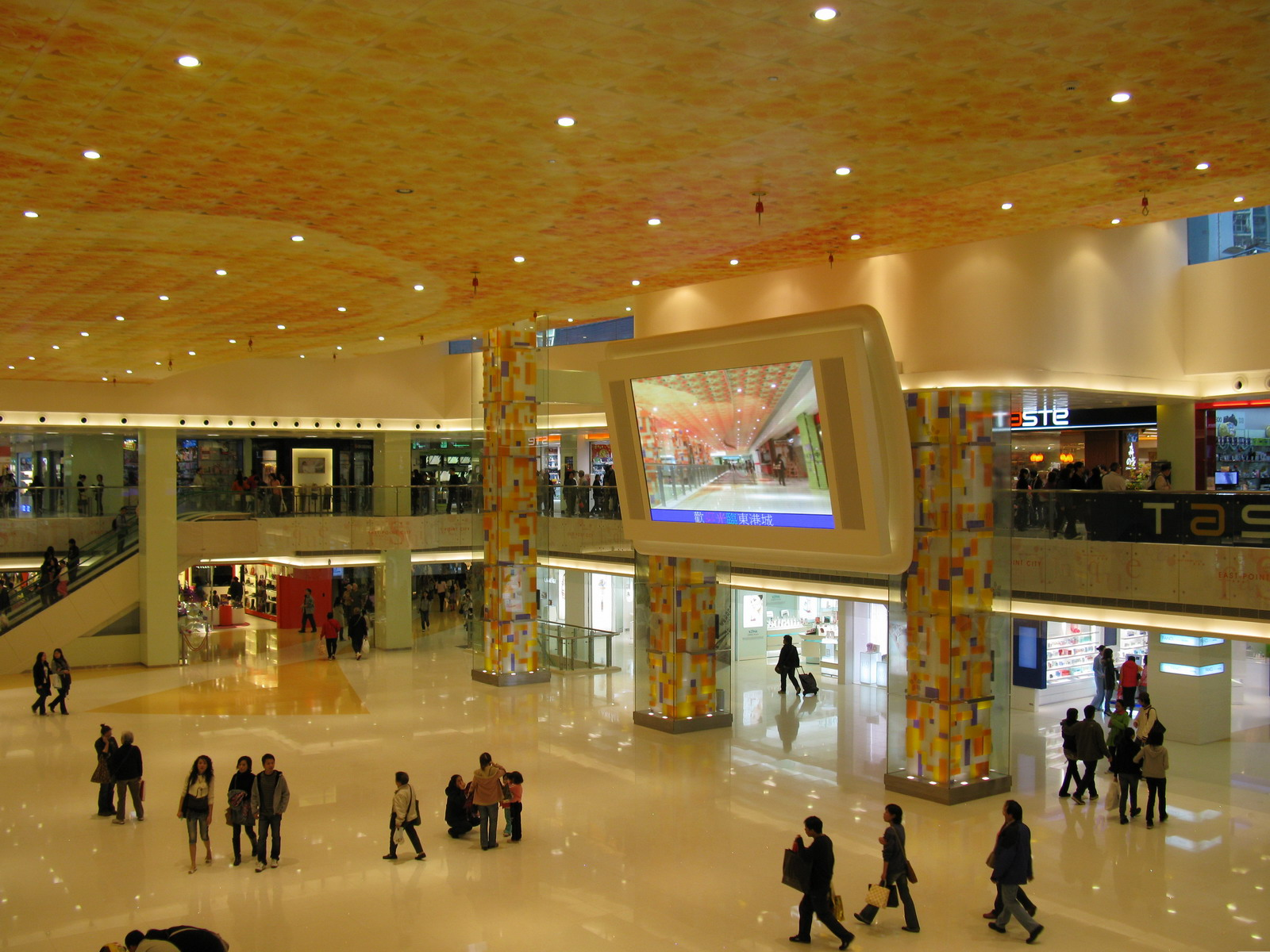
東港城

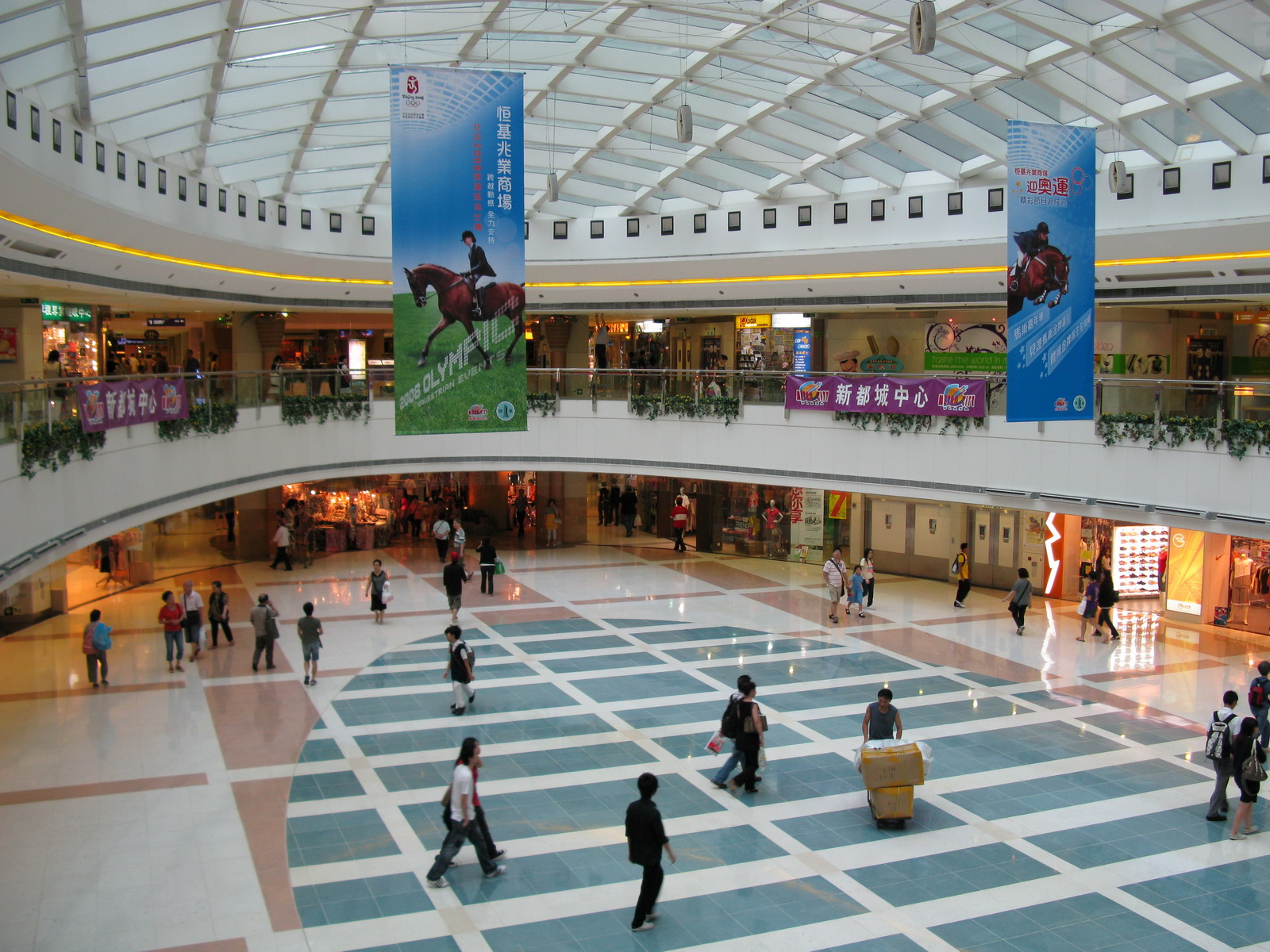
MCP新都城中心（中国語版）、街市（墟市ガイシー）
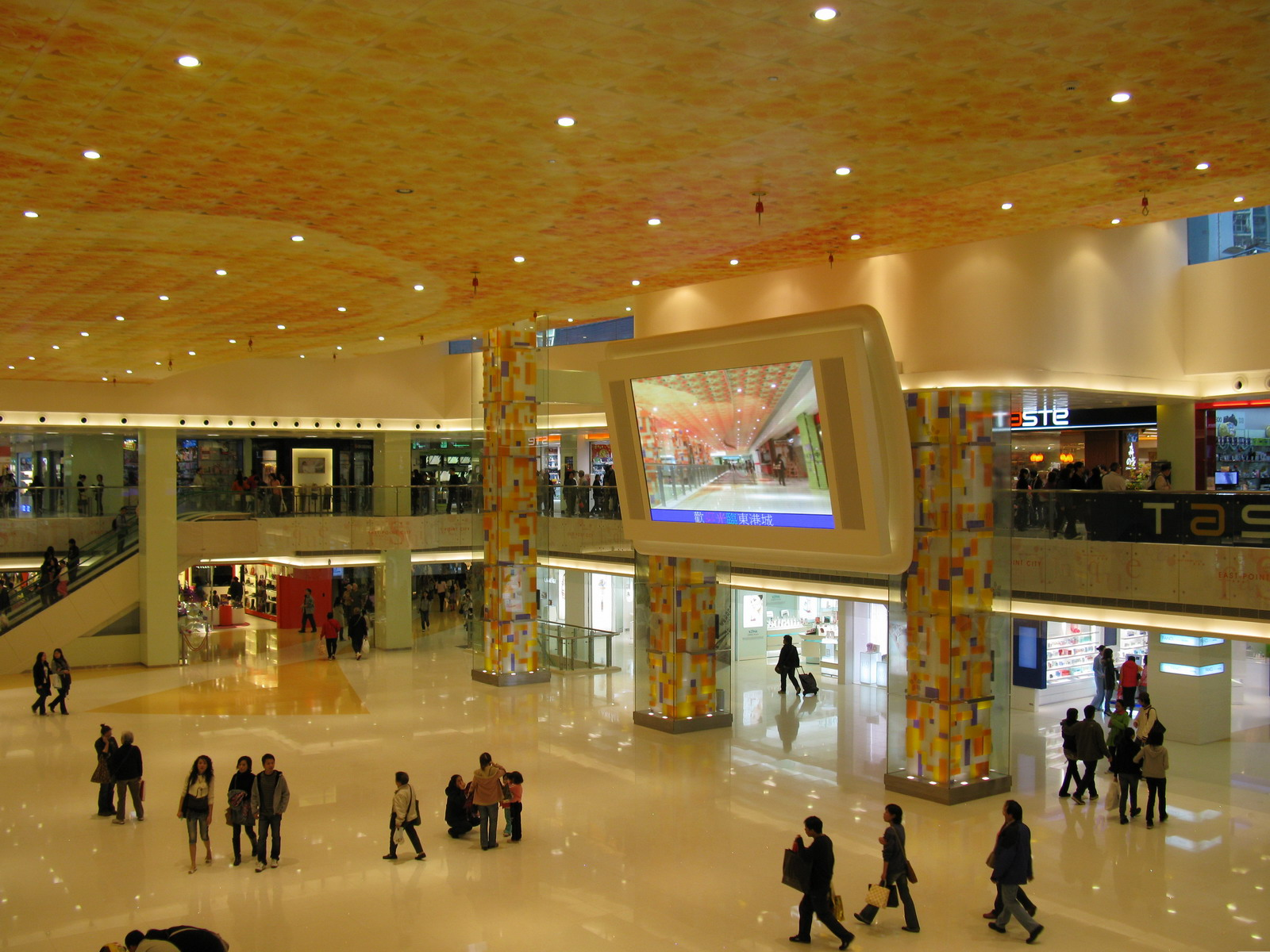
東港城（中国語版）
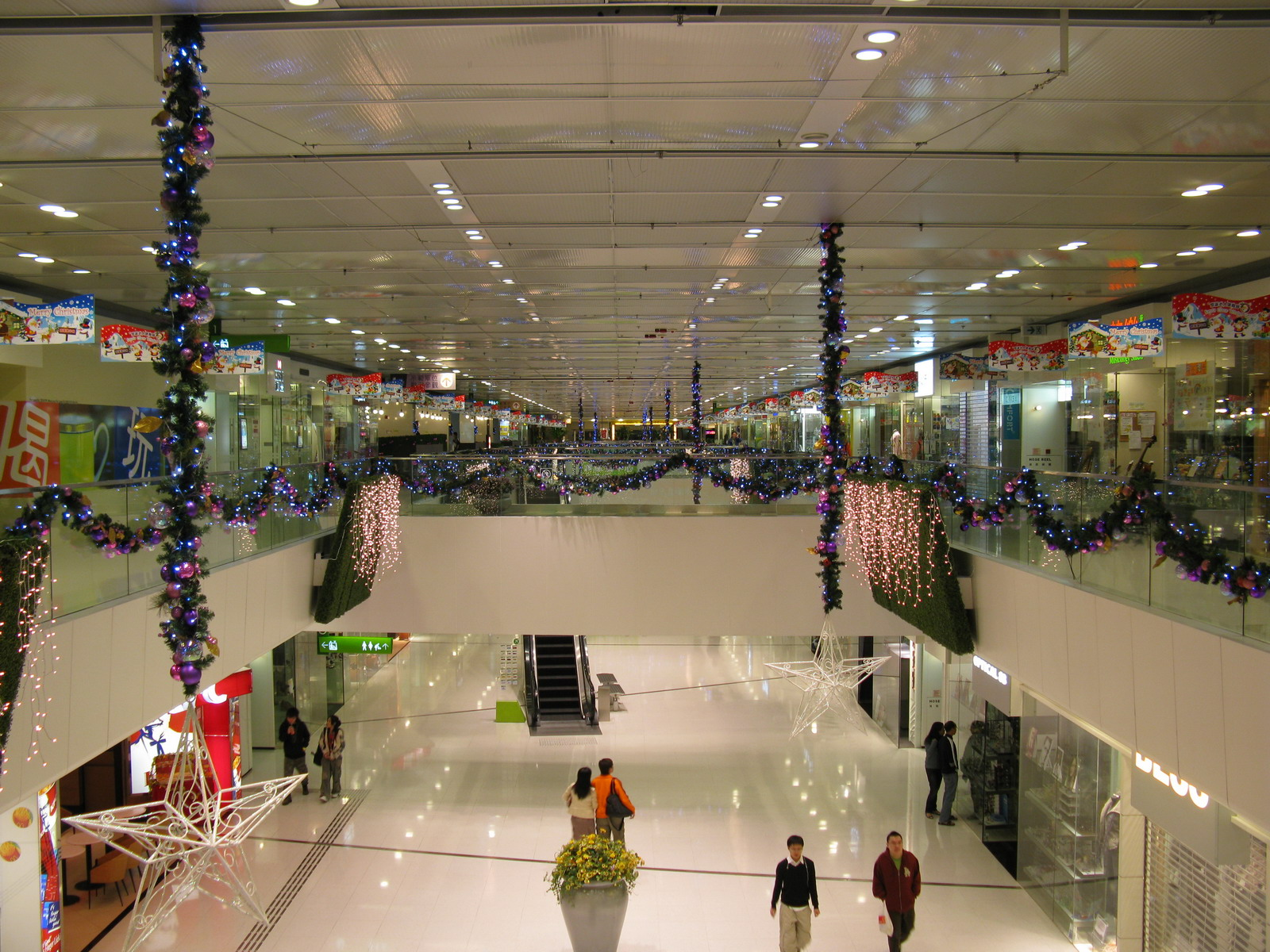
将軍澳中心（中国語版）
- TKOゲートウェイ（中国語版）、街市（墟市ガイシー）
- 尚徳広場、街市（墟市ガイシー）
- 明徳商場
- 宝林商場
- 景林商場、街市
- 翠林新城、街市
- 彩明商場（中国語版）、街市
- 将軍澳広場（中国語版）
- 南豊広場（中国語版）
- 慧安商場
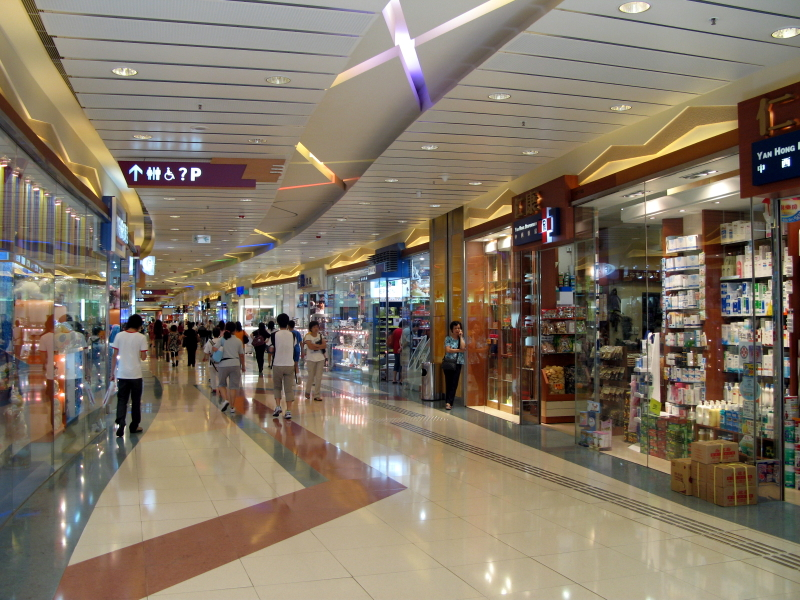
連理街
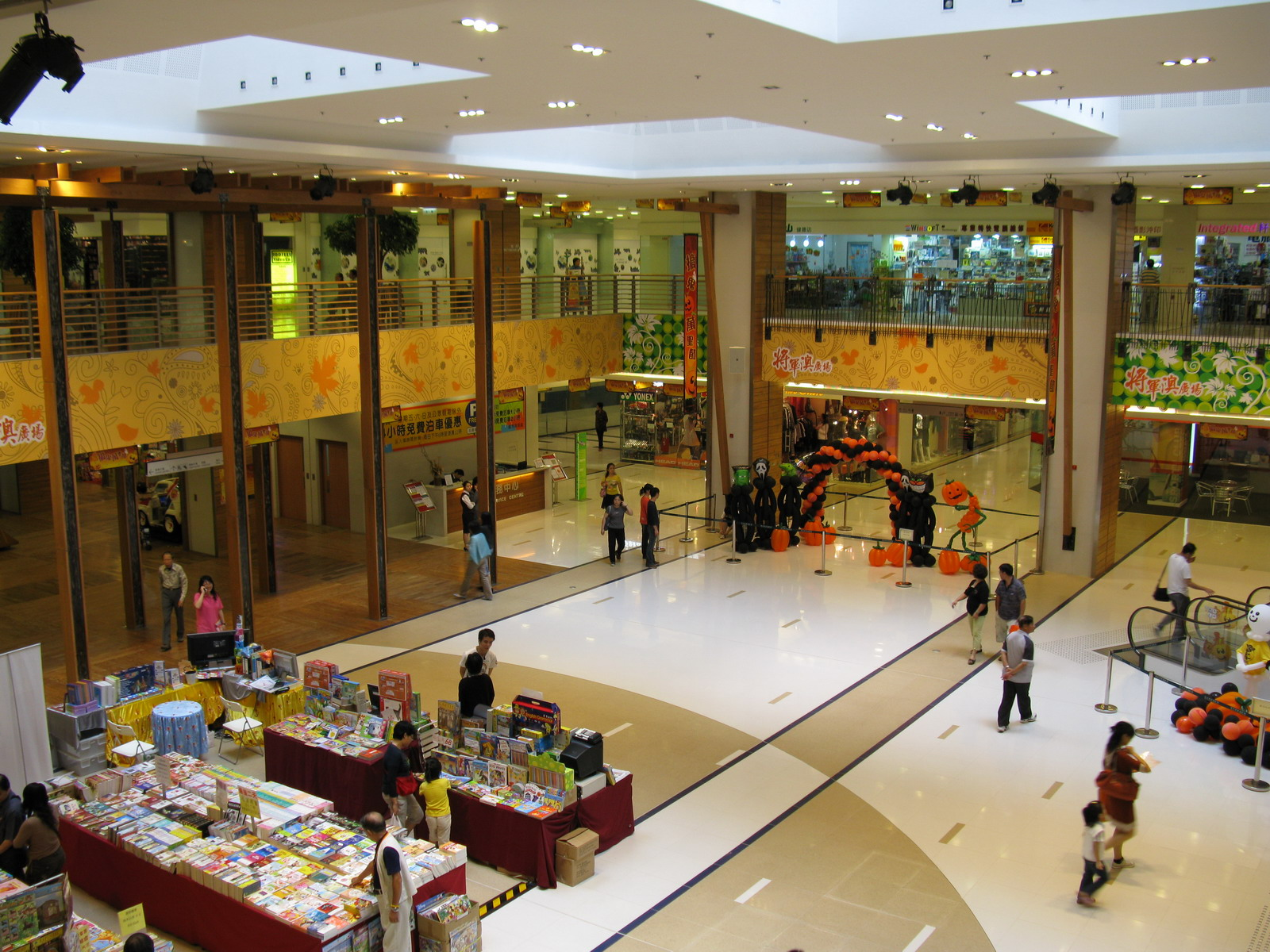
将軍澳広場
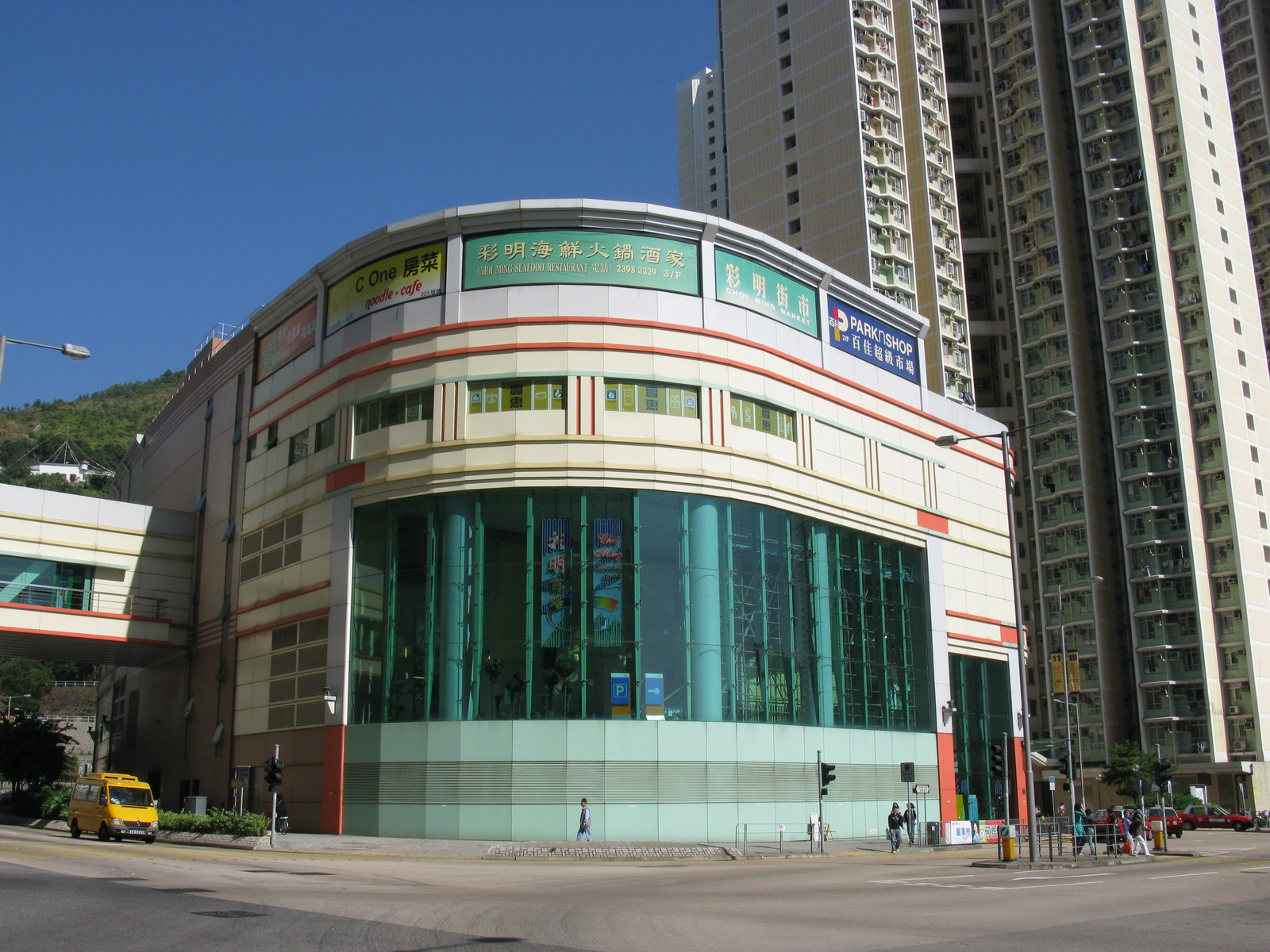
富康花園商場
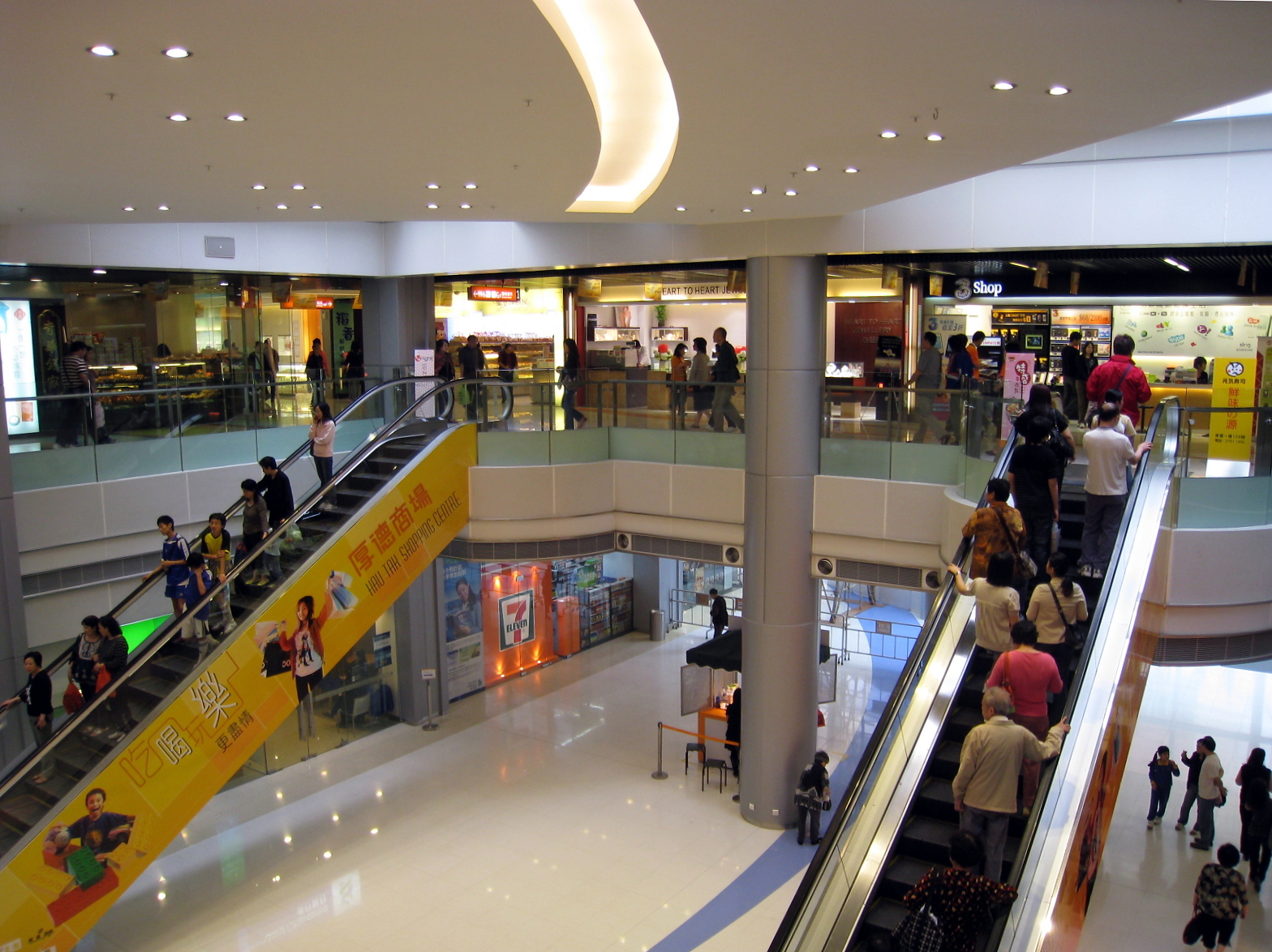
TKOゲートウェイ
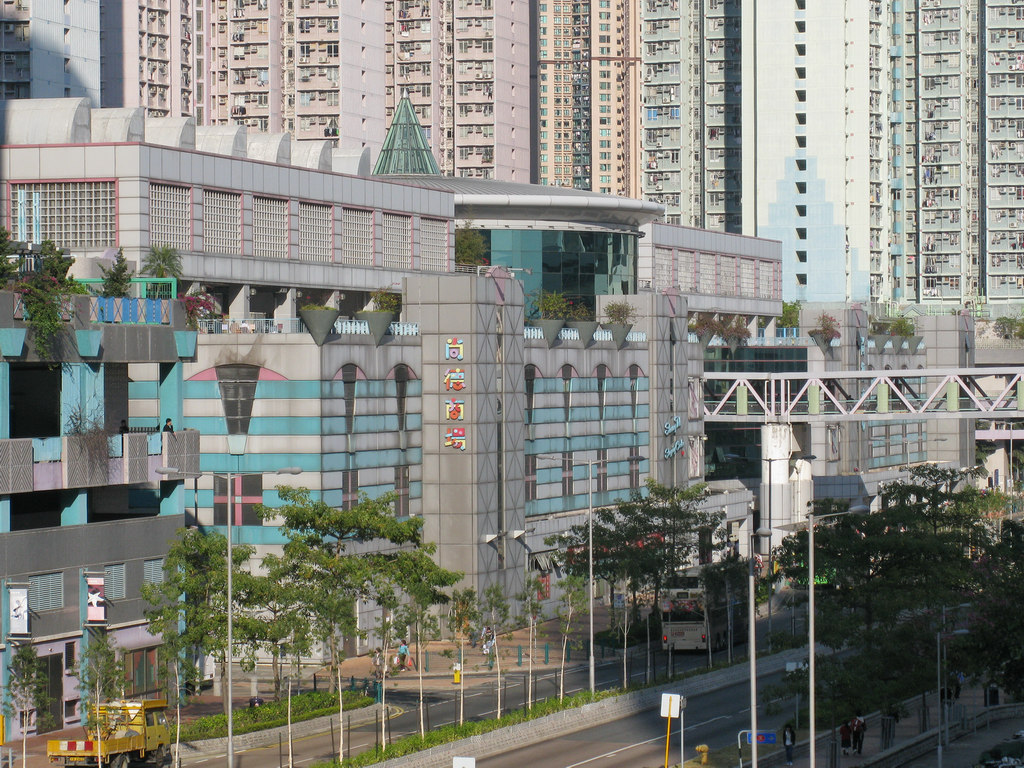
尚徳広場
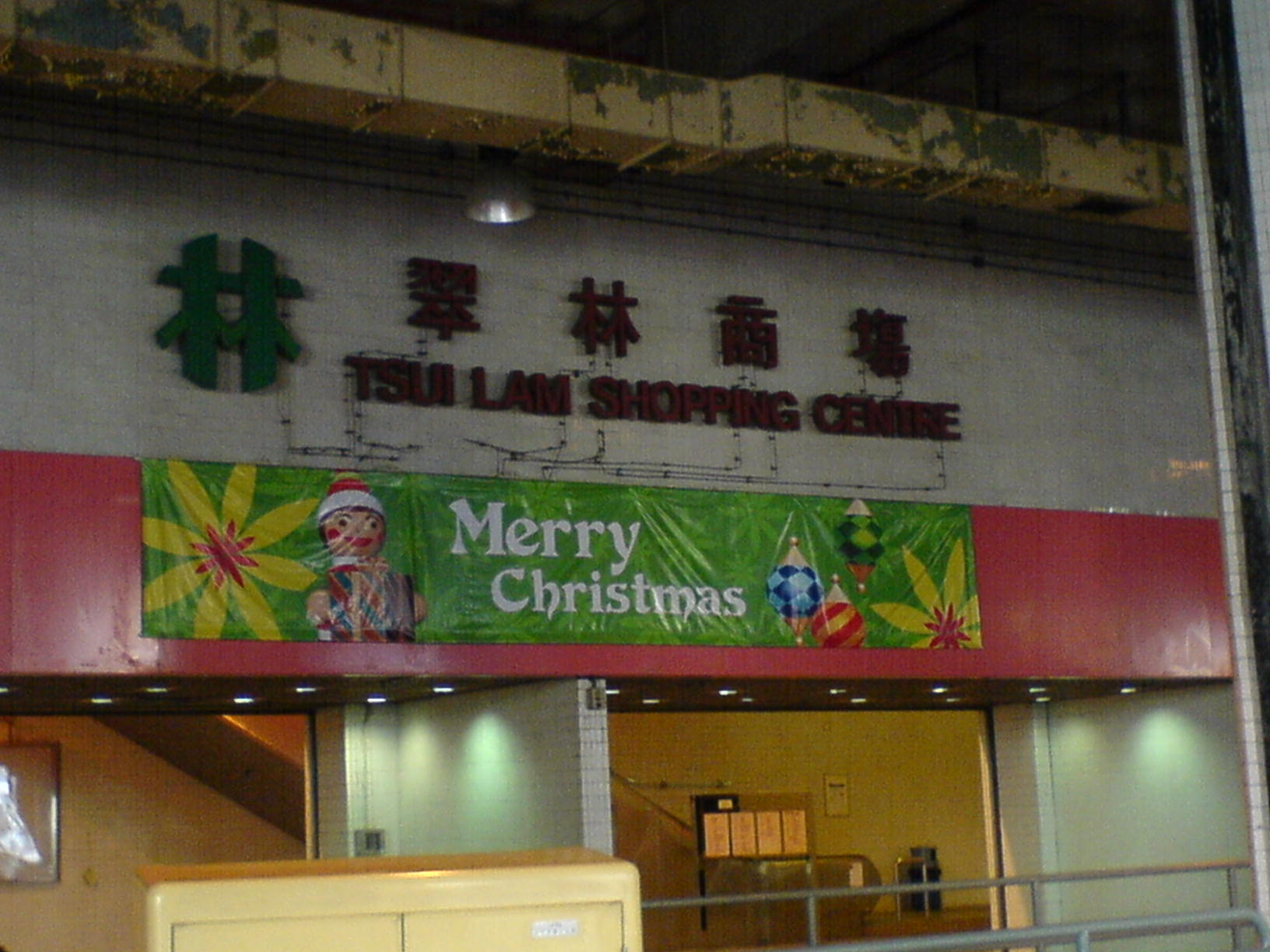
翠林新城

- 富寧花園商場、街市
- 茵怡花園街市
- PopCorn 2（中国語版）
- 日出康城（中国語版）

- 新都城中心
- 東港城
- 将軍澳中心
- 連理街
- 将軍澳広場
- 彩明商場
- TKOゲートウェイ
- 尚徳広場
- 翠林新城

## 教育施設

### 幼稚園
- 神召会港澳区議会厚徳幼稚園
- 神召会港澳区議会欣明幼稚園
- 香港浸信会聯会香港西北扶輪社幼稚園
- 比華利中英文幼稚園
- 基督教宣道会香港区聯会将軍澳宣道幼稚園
- 基督教宣道会茵怡幼稚園
- 中華基督教会香港志道堂基博幼稚園（将軍澳）
- 金巴崙長老会宝林幼稚園
- 徳宝英文幼稚園（宝盈花園）
- 徳宝英文幼稚園（将軍澳）
- 基督教香港信義会将軍澳幼稚園
- 基督教中国佈道会耀基幼稚園
- 范賀渭清紀念幼稚園
- 緑茵英文（国際）幼稚園（将軍澳）
- 翠茵小宇宙幼稚園
- 翠茵小宇宙幼稚園（新都城Ｉ）
- 香港華人基督会煜明幼稚園
- 香港互勵会聖嘉諾幼稚園
- 嗇色園主辦可正幼稚園
- 将軍澳英皇幼稚園（安寧花園）
- 将軍澳英皇幼稚園（富寧花園）
- 景林天主教幼稚園
- 観塘浸信会彩明幼稚園
- 基督教楽道幼稚園
- 新界婦孺福利会梁省徳中英文幼稚園（尚徳）
- 路德会和平幼稚園
- 保良局方王換娣幼稚園
- 保良局易澤峰幼稚園
- 救世軍慶恩幼稚園
- 路徳会聖約翰幼稚園
- 香港神託会培恩幼稚園
- 大埔商会張学明幼稚園（将軍澳）
- 将軍澳循道衛理幼稚園
- 青衣商会将軍澳幼稚園
- 翠林浸信会幼稚園
- 崇真会美善幼稚園
- 東華三院力勤幼稚園
- 仁愛堂鄧楊詠曼幼稚園

### 小学校
- 仏教志蓮小学
- 基督教宣道会宣基小学（中国語版）
- 播道書院（中国語版）
- 優才（楊殷有娣）書院（中国語版）
- 香海正覚蓮社仏教黄藻森学校

仏教志蓮小学

天主教聖安徳肋小学

- 香港華人基督教連会真道書院（小学部）（中国語版）
- 港澳信義会明道小学（中国語版）
- 港澳信義会小学
- 景林天主教小学（中国語版）
- 楽善堂劉徳学校
- 基督教神召会梁省徳小学（中国語版）
- 保良局馮晴紀念小学
- 保良局陸慶濤小学（中国語版）
- 保良局黄永樹小学（中国語版）
- 博愛医院陳国威小学（中国語版）
- 聖公会将軍澳基徳小学（中国語版）
- 順徳聯誼総会梁潔華小学
- 天主教聖安徳肋小学（中国語版）
- 将軍澳天主教小学（中国語版）
- 将軍澳官立小学（中国語版）
- 将軍澳循道衛理小学（中国語版）
- 東華三院王余家潔紀念小学（中国語版）
- 仁済医院陳耀星小学（中国語版）
- 仁愛堂田家炳小学（中国語版）

### 中学校
- 迦密主恩中学（中国語版）
- 天主教鳴遠中学（中国語版）
- 基督教宣道会宣基中学（中国語版）
- 播道書院（中国語版）
- 優才（楊殷有娣）書院（中国語版）
- 将軍澳香島中学（中国語版）

優才（楊殷有娣）書院

- 香海正覚蓮社仏教正覚中学（中国語版）
- 香港華人基督教連会真道書院（中学部）（中国語版）
- 港澳信義会慕徳中学（中国語版）
- 香港道教聯合会員玄学院第三中学
- 景嶺書院（中国語版）
- 馬錦明慈善基金馬陳端喜紀念中学（中国語版）
- 保良局羅氏基金中学（中国語版）
- 宝覚中学（中国語版）
- 保良局甲子何玉清中学（中国語版）
- 博愛医院八十週年鄧英喜中学（中国語版）
- 萬鈞匯知中学（中国語版）
- 順徳聯誼総会鄭裕彤中学
- 将軍澳官立中学（中国語版）
- 東華三院呂潤財紀念中学（中国語版）
- 邱子文高中学校（中国語版）
- 威霊頓教育機構張沛松紀念中学（中国語版）
- 仁済医院靚次伯紀念中学（中国語版）
- 仁済医院王華湘中学（中国語版）

### 高等専門学校

香港知専設計学院

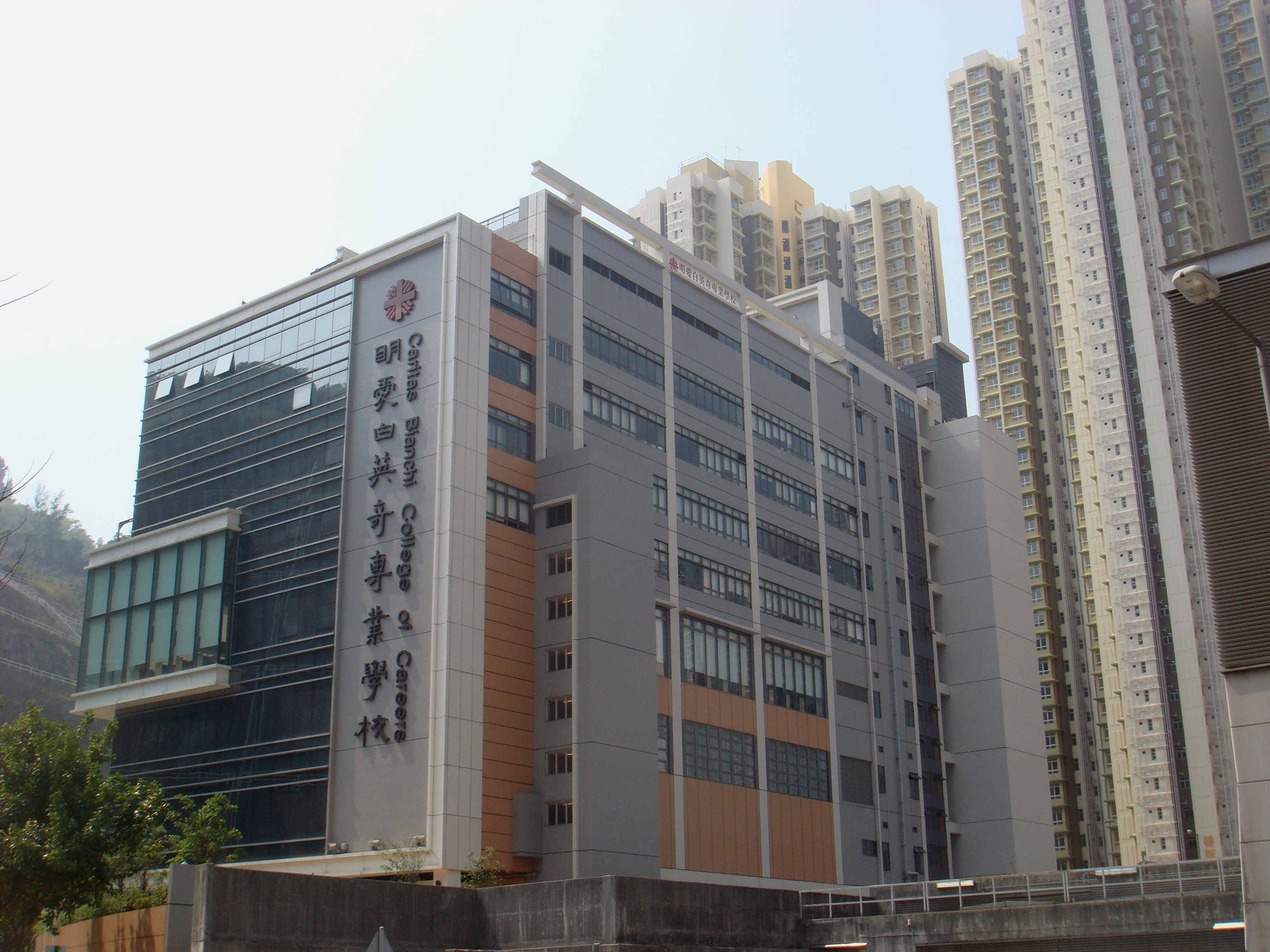
明愛白英奇専業学校

- 明愛白英奇専業学校（中国語版）
- 明愛専上学院（中国語版）
- 香港知専設計学院（中国語版）
- 香港専業教育学院（中国語版）

### 特別支援学校
- 匡智翠林晨崗学校（中国語版）
- 将軍澳培智学校（広東語版）
- 霊実恩光学校（中国語版）

## 公共施設

### 医療機関

将軍澳医院

- 将軍澳医院
- 霊実医院
- 将軍澳賽馬会診所
- 将軍澳宝寧路母嬰健康院
- 将軍澳宝寧路長者健康中心